# Biografielijst Mu

## Mu
- Athing Mu (2002), Amerikaans atlete

## Mua
- Raschid ibn Ahmad al-Mu'alla (1930-2009), Emir en politicus uit de Verenigde Arabische Emiraten
- Walid Muallem (1941), Syrisch politicus en diplomaat
- Fabrice Ndala Muamba (1988), Engels voetballer van Congolese komaf

## Mub
- Khaldoon Khalifa Al Mubarak (1975), zakenman uit de Verenigde Arabische Emiraten
- Salim Al-Mubarak Al-Sabah (1864-1921), Koeweits emir

## Muc
- Gabriele Mucchi (1899-2002), Italiaans kunstschilder, graficus, architect en meubelontwerper
- Alfons Maria Mucha (1860-1939), Tsjechisch kunstenaar en vrijmetselaar
- Ján Mucha (1982), Slowaaks voetbaldoelman
- René Mücher (1950), Nederlands voetballer
- Jelena Vjatsjeslavovna Muchina (1960-2006), Russisch turnster
- Kejuan Muchita, bekend als Havoc, (1974), Amerikaans rapper en MC-record producer
- Bagrat I van Muchrani (ca. 1487-ca. 1540), Prins van Muchrani (1512-1539)
- Gaius Licinius Mucianus (1e eeuw), Romeins generaal, schrijver en politicus
- Aegidius Mucidus, pseudoniem van Gilles Li Muisit, (1272-1352), Zuid-Nederlands abt, kroniekschrijver en dichter
- Quintus Mucius Scaevola Augur (ca. 170-87 v.Chr.), Romeins staatsman en jurist
- Gaius Mucius Scaevola, Romeins militair (Romeinse mythologie)
- Warren Muck (1922-1945), Amerikaans militair
- Stefan Mücke (1981), Duits autocoureur
- Erich Mückenberger (1910-1998), Oost-Duits politicus

## Mud
- Pim Muda (1978), Nederlands acteur
- Tycho Robbert Muda (1988), Nederlands roeier
- Vincent Gerard Muda (1988), Nederlands roeier
- Gabriël Mudaeus, Latijn voor Gabriël van der Muyden, (1500-1560), Belgisch humanist, jurist en professor
- Alonso Mudarra (1510-1580), Spaans componist
- Cas Mudde (1967), Nederlands politiek wetenschapper
- Cees Mudde (1959), Nederlands kunstschilder, illustrator en schrijver
- Fenna Vergeer-Mudde (1946), Nederlands politicus
- Tonie Mudde (1978), Nederlands journalist
- Marian Mudder (1963), Nederlands actrice en schrijfster
- Dirk Frederick Mudge (1928-2020), Namibisch politicus en agrariër van Afrikaner komaf
- John Mudge (1721-1793), Engels arts en wetenschapper
- Gaby Mudingayi (1981), Belgisch voetballer

## Mue
- Otto Muehl (1925-2013), Oostenrijks kunstenaar
- Florian Frederick Mueller (1909-1983), Amerikaans componist, muziekpedagoog, dirigent en hoboïst
- Frederick Adolf Mueller (1921-2002), Amerikaans componist, muziekpedagoog, musicoloog, dirigent en fagottist van Duitse komaf
- Greg Mueller, Canadees pokerspeler
- Karl-Friedrich Mueller (1875-1935), Duits componist en dirigent
- Otto Mueller (1874-1930), Duits kunstschilder en lithograaf
- Peter Alan Mueller (1954), Amerikaans schaatser en schaatscoach
- William Theodore Mueller (1980), Amerikaans worstelaar
- Marianne Muellerleile (1948), Amerikaans actrice
- Armin Mueller-Stahl (1930), Duits acteur
- Maurice De Muer (1921), Frans wielrenner en ploegleider
- Dominick Muermans (1984), Nederlands autocoureur
- Alexander G. Muertos, bekend als Alex Clare, Brits singer-songwriter
- Mathieu-Louis Mueseler (1799-1866), Belgisch ingenieur en uitvinder
- Pierre Le Muet (1591-1669), Frans architect, militair ingenieur en schrijver

## Muf
- Camille Muffat (1989), Frans zwemster
- Georg Muffat (1653-1704), Duits componist, kapelmeester en organist
- Victor Muffat-Jeandet (1989), Frans alpineskiër
- Ferdinand von Müffling (1775-1851), Pruisisch edelman en militair
- Friedrich Carl Ferdinand (Karl) von Müffling (1775-1851), Pruisisch generaal en veldmaarschalk, landmeter, krijgshistoricus en -publicist

## Mug
- Grace Mugabe-Marufu (1965), Zimbabwaans vrouw van Robert Mugabe en first lady
- Robert Gabriël Mugabe (1924-2019), president van Zimbabwe
- Jon Odriozola Mugarza (1970), Spaans wegwielrenner
- Matej Mugerli (1981), Sloveens wielrenner
- Karl Muggeridge (1974), Australisch motorcoureur
- Thomas Malcolm (Malcolm) Muggeridge (1903-1990), Engels journalist, schrijver, mediapersoonlijkheid en satiricus
- Frank Mugisha (1979), Oegandees homorechtenactivist
- Aitor Beguiristain Múgica, bekend als Txiki Begiristain, (1964), Spaans voetballer
- Thierry Mugler (1948-2022), Frans modeontwerper, parfumontwikkelaar, regisseur en fotograaf
- Dušan Mugoša (1914-1973), Joegoslavisch politicus
- Garbiñe Muguruza Blanco (1993), Spaans tennisspeelster

## Muh

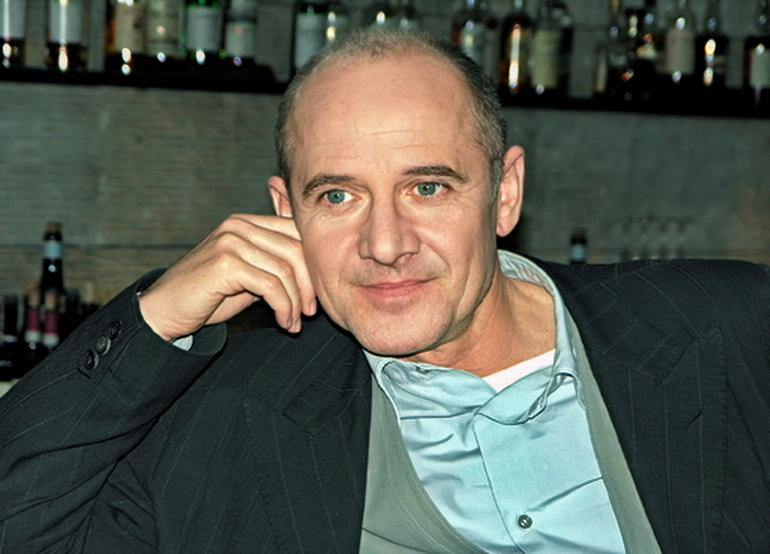
Friedrich Hans Ulrich Mühe (2005)

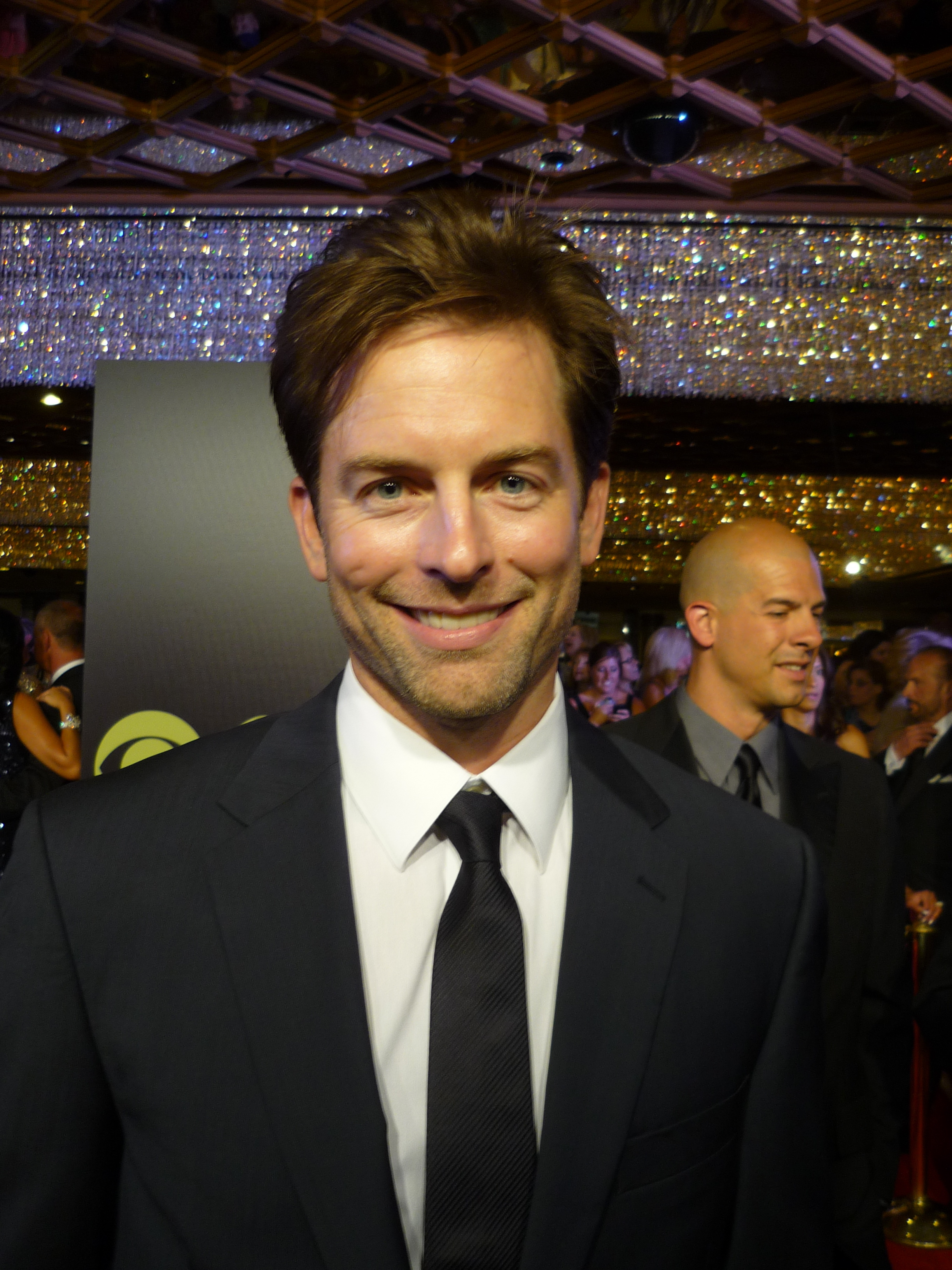
Michael Muhney (2010)

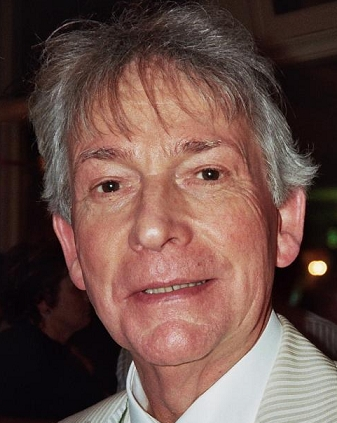
Arnold Mühren (The Cats)

- Ibad Muhamadu (1982), Nederlands voetballer
- Ali Shaheed Muhammad (1970), Amerikaans diskjockey, rapper en muziekproducent
- Dalilah Muhammad (1990), Amerikaans atlete
- Elijah Muhammad, geboren als Elijah Poole, (1897-1975), Amerikaans oprichter en leider van Nation of Islam
- Ibrahim Ahmad Abd Al-Sattar Muhammad Al-Tikriti (1966-2010), Irakees militair
- Ibtihaj Muhammad (1985), Amerikaans schermster
- Ikhtiyar Uddin Muhammad bin Bakhtiyar Khilji (12e eeuw), Oost-Turks generaal
- John Allen Muhammad, geboren als John Allen Williams, (1960-2009), Amerikaans seriemoordenaar
- Malik Ghulam Muhammad (1895-1956), Pakistaans politicus
- Qutbuddin Muhammad Shah (+1320), Sultan van Delhi
- Siyyid 'Alí Muhammad, bekend als Báb, (1819-1850), grondlegger van het Bábisme
- Abdullah Ibn-Muhammed (1846-1899), Sudanees Ansar-generaal en heerser
- Dželaludin Muharemović (1970), Bosnisch voetballer
- Veldin Muharemović (1984), Bosnisch voetballer
- Nur Suryani Muhd Taibi (1982), Maleisisch schutter
- Friedrich Hans Ulrich (Ulrich) Mühe (1953-2007), Duits acteur en regisseur
- Aga Muhlach (1969), Filipijns acteur en model
- Karl Mühlberger (1857-1944), Oostenrijks componist, militaire kapelmeester, trombonist en violist
- Ernest Mühlen (1926), Luxemburgs politicus
- Michael Muhney (1975), Amerikaans acteur
- Arnold Mühren (1944), Nederlands bassist
- Arnoldus Johannes Hyacinthus (Arnold) Mühren (1951), Nederlands voetballer
- Bianca Muhren (1986), Nederlands schaakster
- Gerardus Dominicus Hyacinthus Maria (Gerrie) Mühren (1946-2013), Nederlands voetballer
- Jan Mühren (20e eeuw), Nederlands zanger
- Doris Mühringer (1920-2009), Oostenrijks dichter en schrijfster
- Hermann Muhs (1894-1962), Duits militair, SS'er, staatssecretaris en minister
- Erich Mühsam (1878-1934), Duits anarchist en auteur
- Chen Muhua (1921-2011), Chinees staatsvrouw en politicus

## Mui

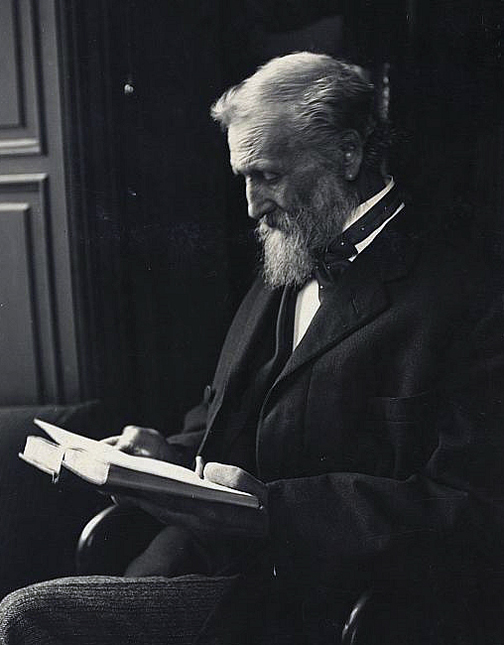
John Muir (1912)

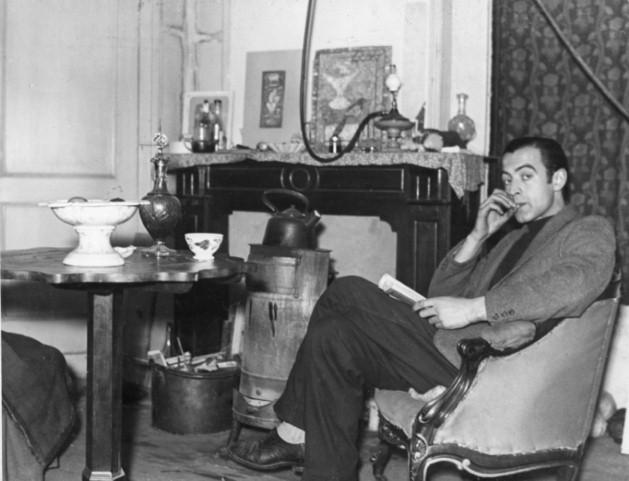
Albert Muis (1944)

- Gerard van Muiden (1931-1989), Nederlands politicus
- Jacob Johan (Jaap) van Muijen (1960), Nederlands psycholoog en hoogleraar
- Bastiaan Daniël (Bas) Muijs (1976), Nederlands acteur
- Martijn Muijs (1982), Nederlands radio-diskjockey
- Petrus Jacobus (Piet) Muijselaar (1899-1978), Nederlands revueartiest en zanger
- Herman van den Muijsenberg (1946), Nederlands politicus
- Erik van den Muijzenberg (1958), Nederlands gitarist, columnist en misdaadslachtoffer
- Leendert Willem van den Muijzenberg (1905-1987), Nederlands verzetsstrijder en ingenieur
- Wijbrecht (Brecht) van den Muijzenberg-Willemse (1897-1984), Nederlands lerares, politica en verzetsstrijdster in WOII
- Jimmy Muindi (1973), Keniaans atleet
- Eetu Muinonen (1986), Fins voetballer
- Väinö Muinonen (1898-1978), Fins atleet
- John Muir (1838-1914), Schots-Amerikaans natuurvorser, schrijver en natuurbeschermer
- Laura Muir (1993), Schots atlete
- Sophie Muir (1983), Australisch schaatsster en inline-skatester
- Oliver Muirhead, Brits acteur
- John Machete Muirui, Keniaans voetballer
- Abdul Muis (1883-1959), Indonesisch schrijver en journalist
- Albert Muis (1914-1988), Nederlands kunstenaar
- Marianne Muis (1968), Nederlands zwemster
- Mildred Muis (1968), Nederlands zwemster
- Gilles Li Muisit (1272-1352), Zuid-Nederlands abt, kroniekschrijver en dichter
- Frederik Leendert (Erik) van Muiswinkel (1961), Nederlands kleinkunstenaar, acteur, zanger en televisiepresentator
- Frederik Leendert (Freek) van Muiswinkel (1935-1999), Nederlands acteur en zakenman
- Maarten Maria (Titus) Muizelaar (1949), Nederlands acteur en toneelregisseur
- Gilles Le Muizet, pseudoniem van Gilles Li Muisit, (1272-1352), Zuid-Nederlands abt, kroniekschrijver en dichter
- Muizuddin Qaiqabad (+1290), sultan van Delhi

## Muj
- Edin Mujagić (1977), Nederlands econoom, journalist en blogger
- Geoffrey Mujangi Bia (1989), Belgisch voetballer
- Edin Mujčin (1970), Bosnisch voetballer
- Funda Müjde (1961), Turks-Nederlands actrice
- Mensur Mujdža (1984), Bosnische voetballer
- José Mujica (1935-2025), Uruguayaans politicus
- Juan Mujica (1943-2016), Uruguayaans voetballer en -coach
- Mónica González Mujica (1949), Chileens journaliste
- Davit Mujiri (1978), Georgisch voetballer

## Muk
- Benny Chan Muk-Sing (1969), Hongkongs filmregisseur, producent en scenarioschrijver
- Tomoko Mukaiyama, Japans pianiste en koto-speelster
- Philemon Mukarno (1968), Nederlands componist
- Michael Bernard Mukasey (1941), Amerikaans jurist en politicus
- Olivier Mukendi (1991), Congolees voetballer
- Rani Mukerji (1978), Indiaas actrice en fotomodel
- Mukesh Chand Mathur (1923-1976), Indiaas playback-zanger
- Joy Mukherjee (1939-2012), Indiaas filmacteur
- Kajol Mukherjee (1974), Indiaas actrice
- Pranab Kunar Mukherjee (1935-2020), Indiaas politicus
- Siddhartha Mukherjee (1970), Indiaas-Amerikaans oncoloog, wetenschapper en auteur
- Tanisha Mukerji (1978), Indiaas actrice
- Omar Mukhtar (1862-1931), Libisch activist en verzetsstrijder
- Tatsuru Mukojima (1966), Japans voetballer
- Jitbahadur Muktan (1979), Nepalees boogschutter
- Denis Mukwege (1955), Congolese gynaecoloog en mensenrechtenactivist

## Mul

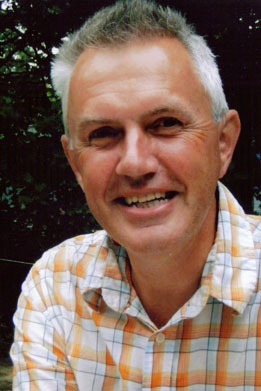
Arjen Mulder (2011)

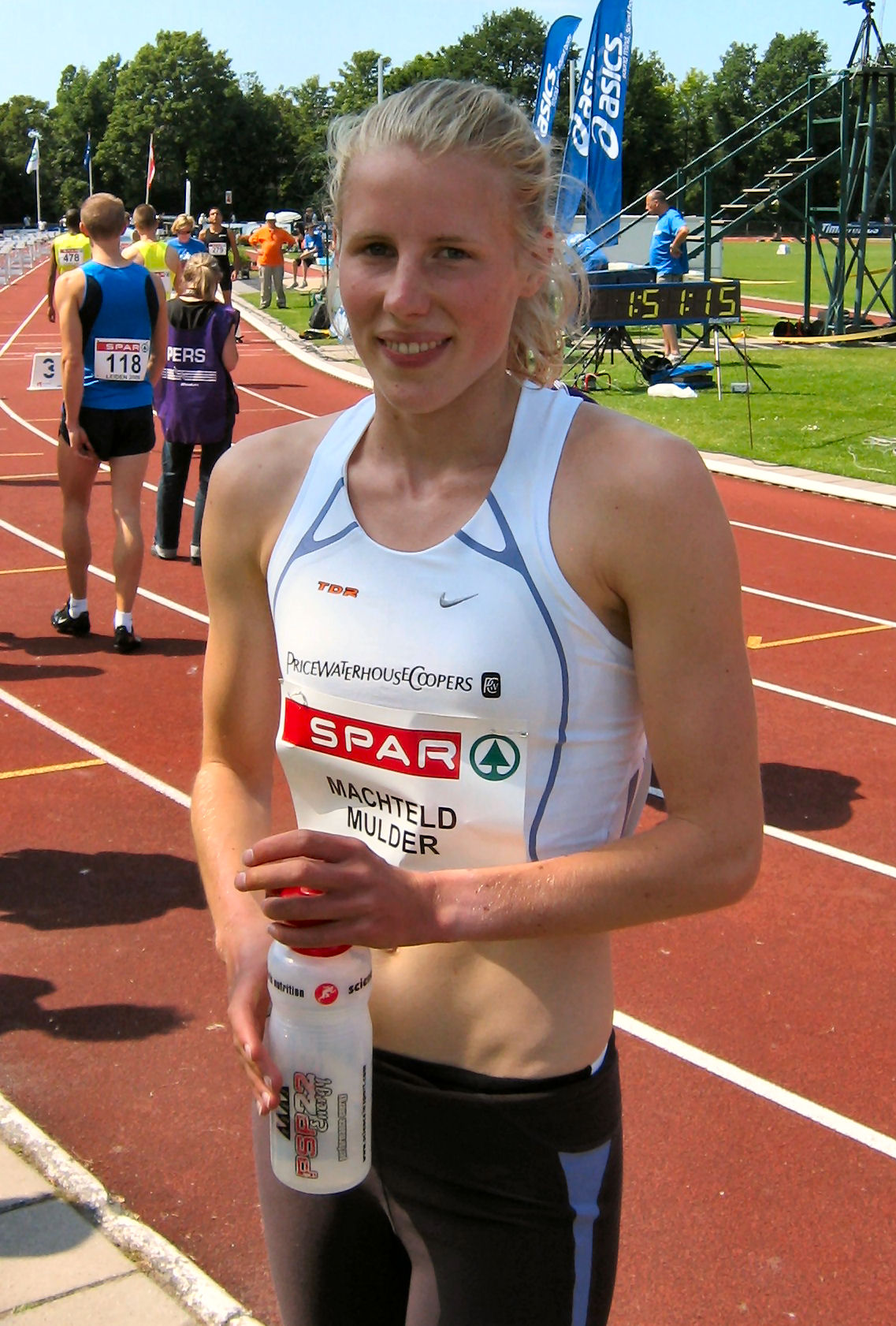
Machteld Anna Mulder (2009)

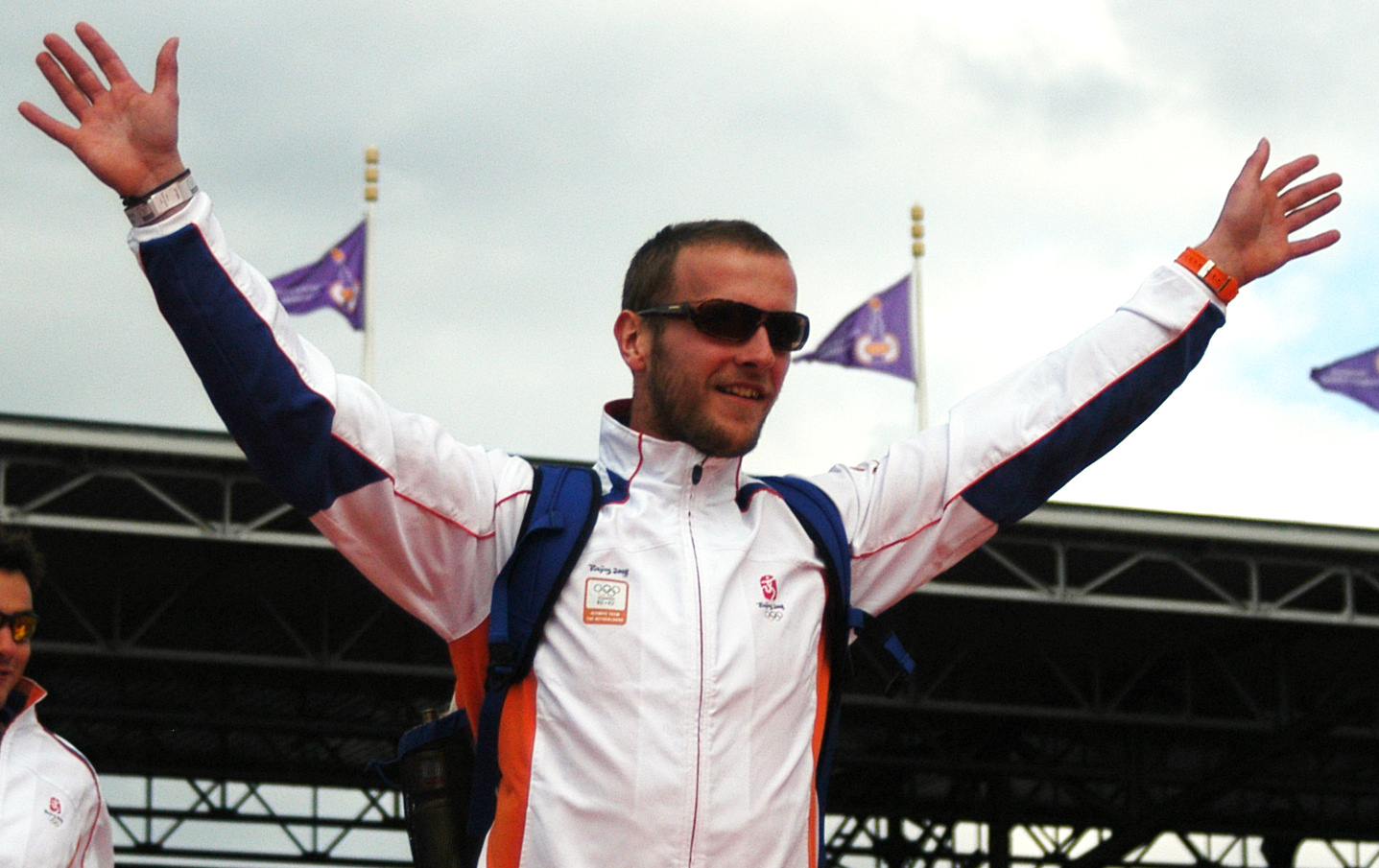
Teun Mulder (2008)

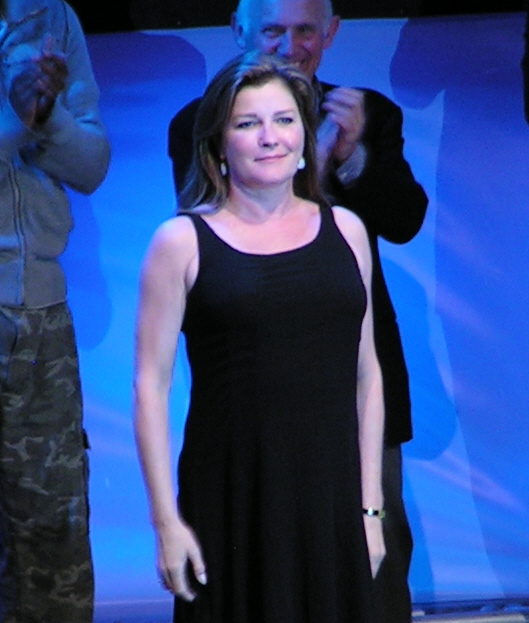
Kate Mulgrew (2007)

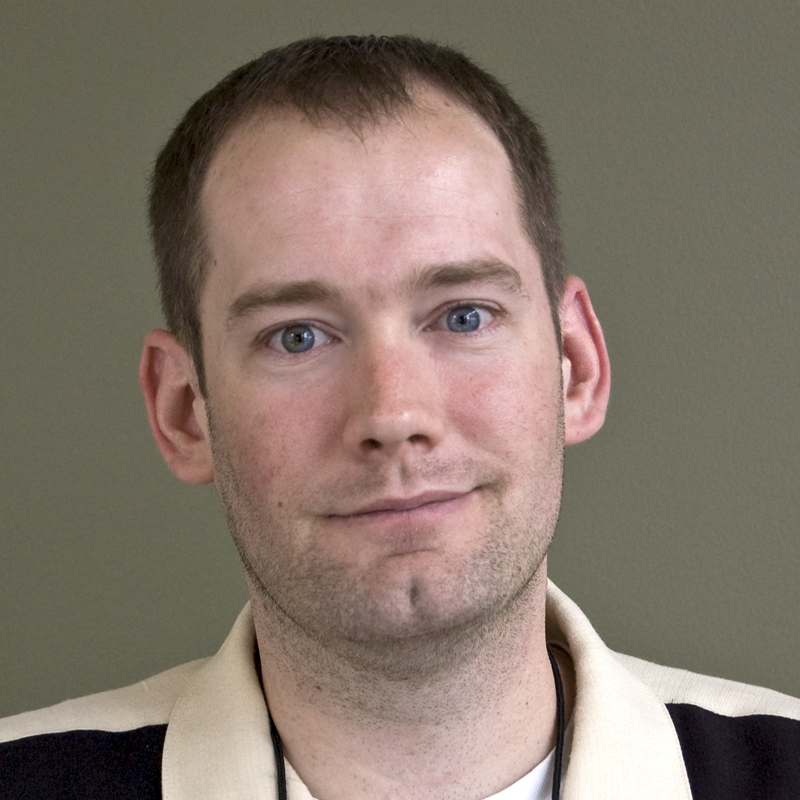
Brandon Mull (2008)

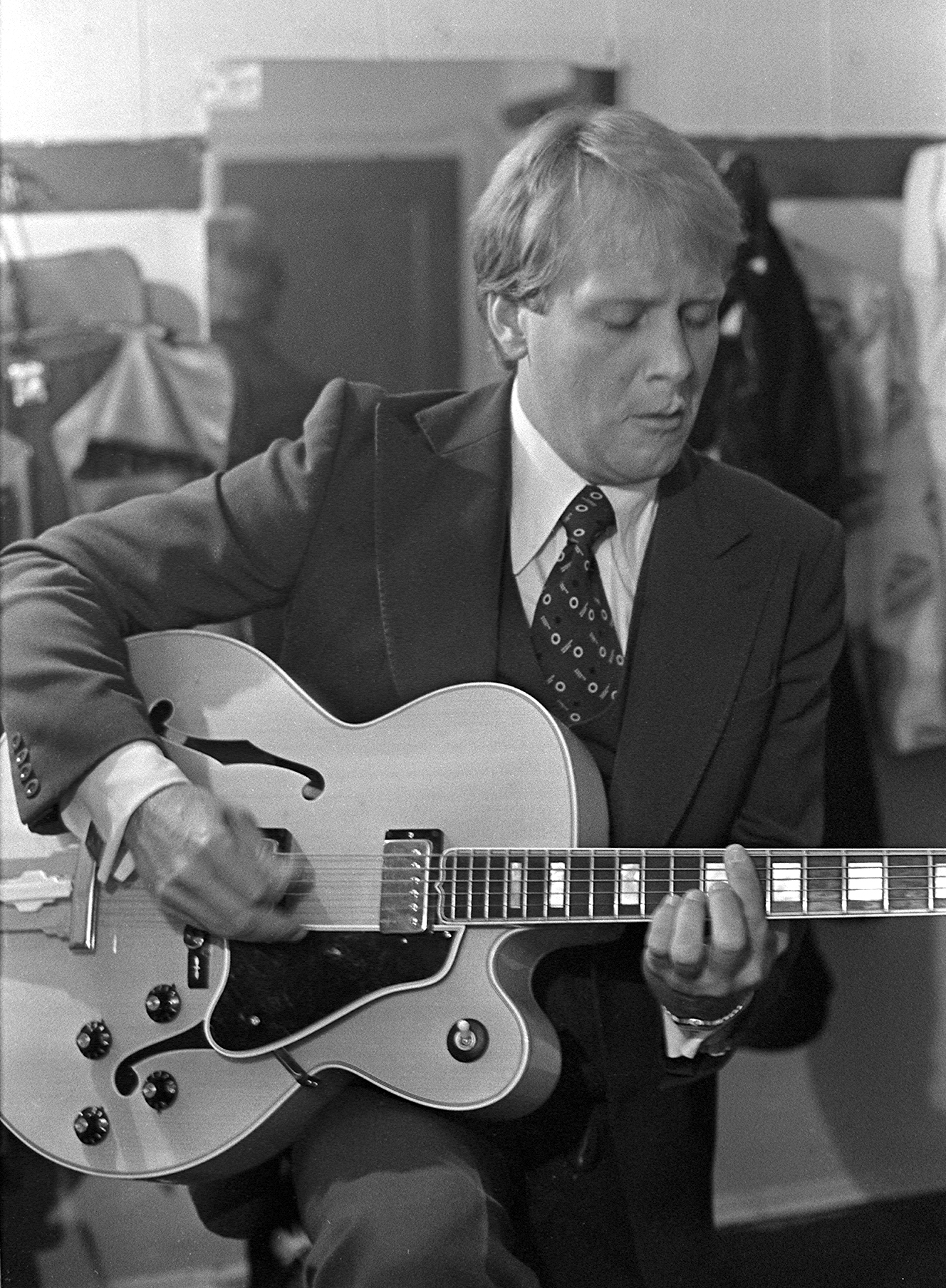
Martin Mull (1976)

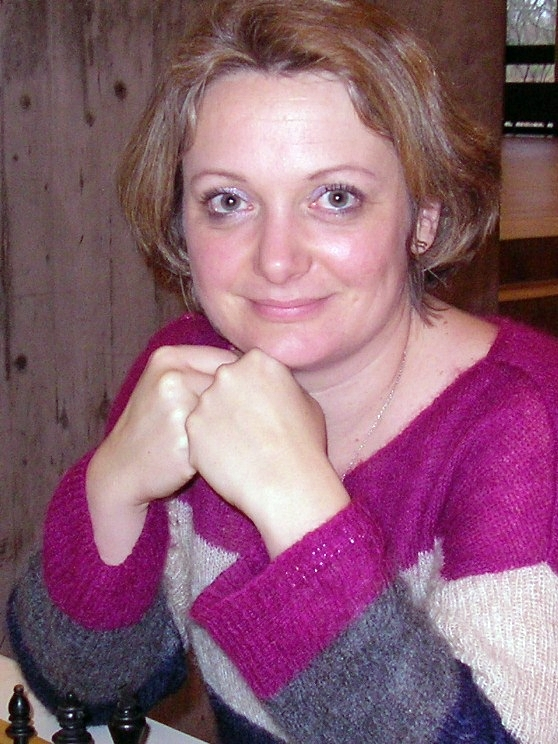
Anne Muller (2012)

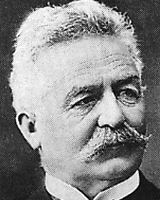
Eduard Müller

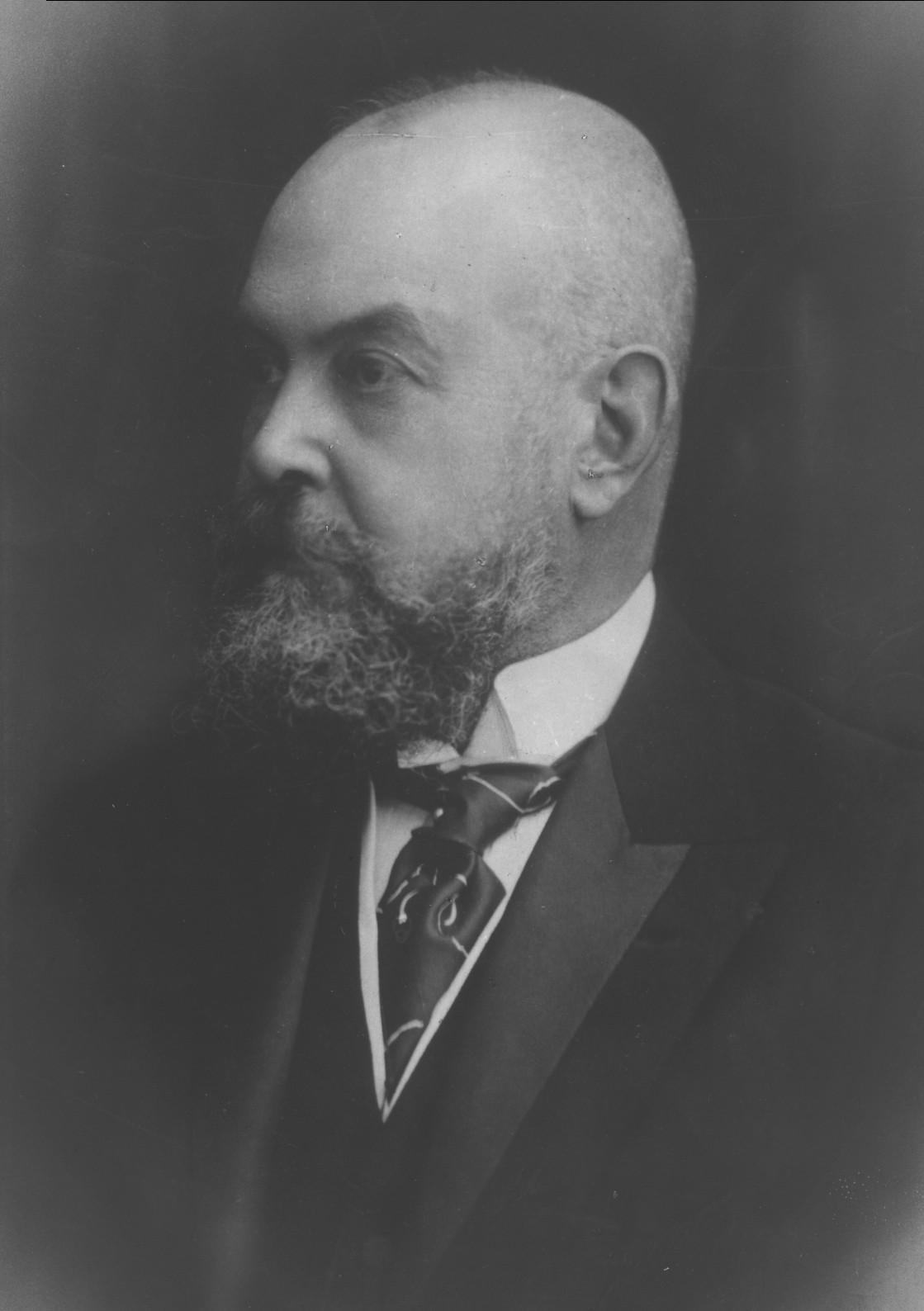
Hendrik Pieter Nicolaas Muller

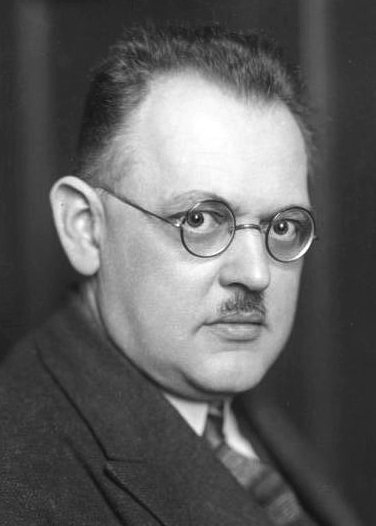
Hermann Müller

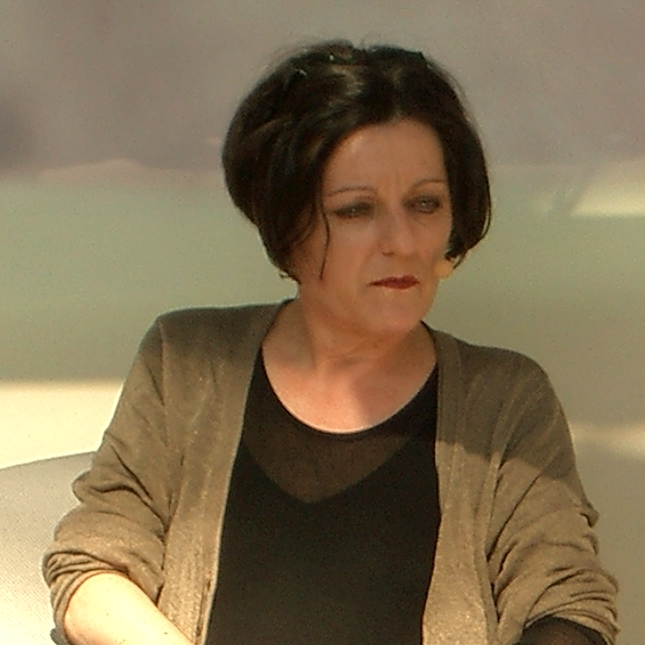
Herta Müller (2007)

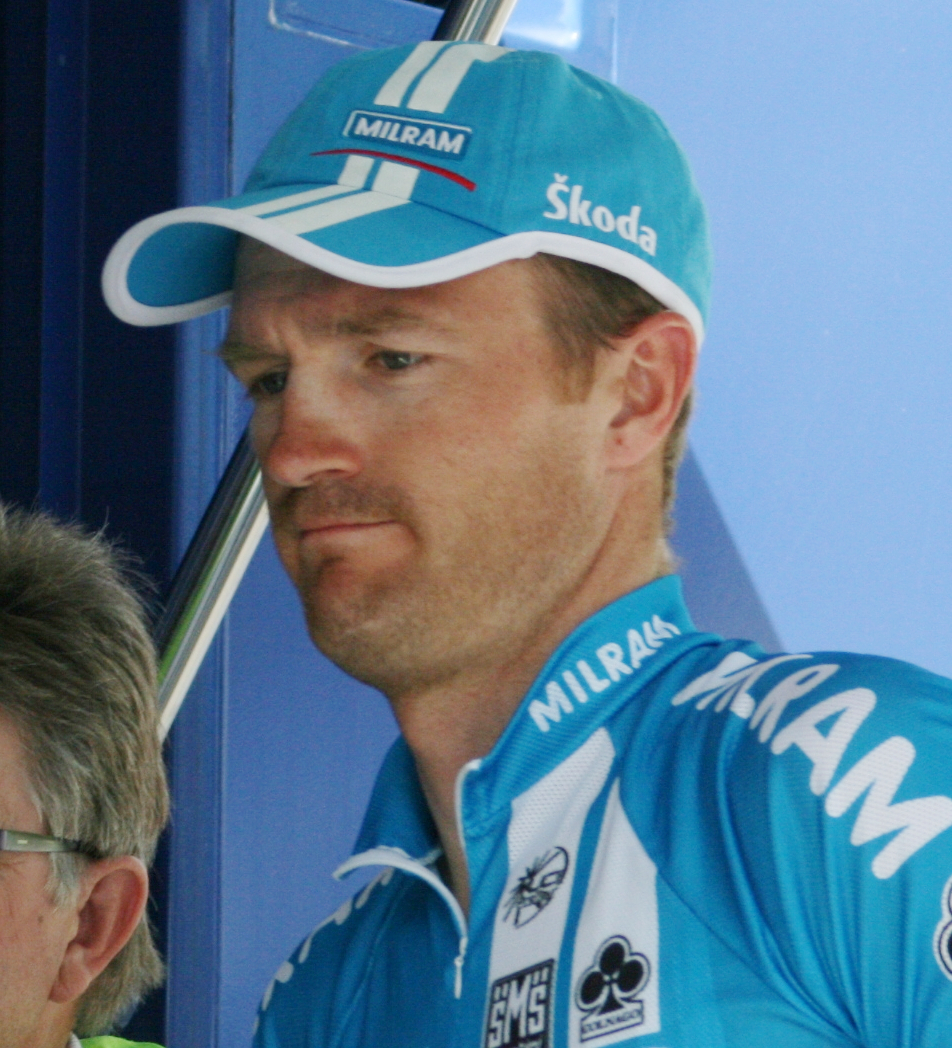
Martin Müller (2008)

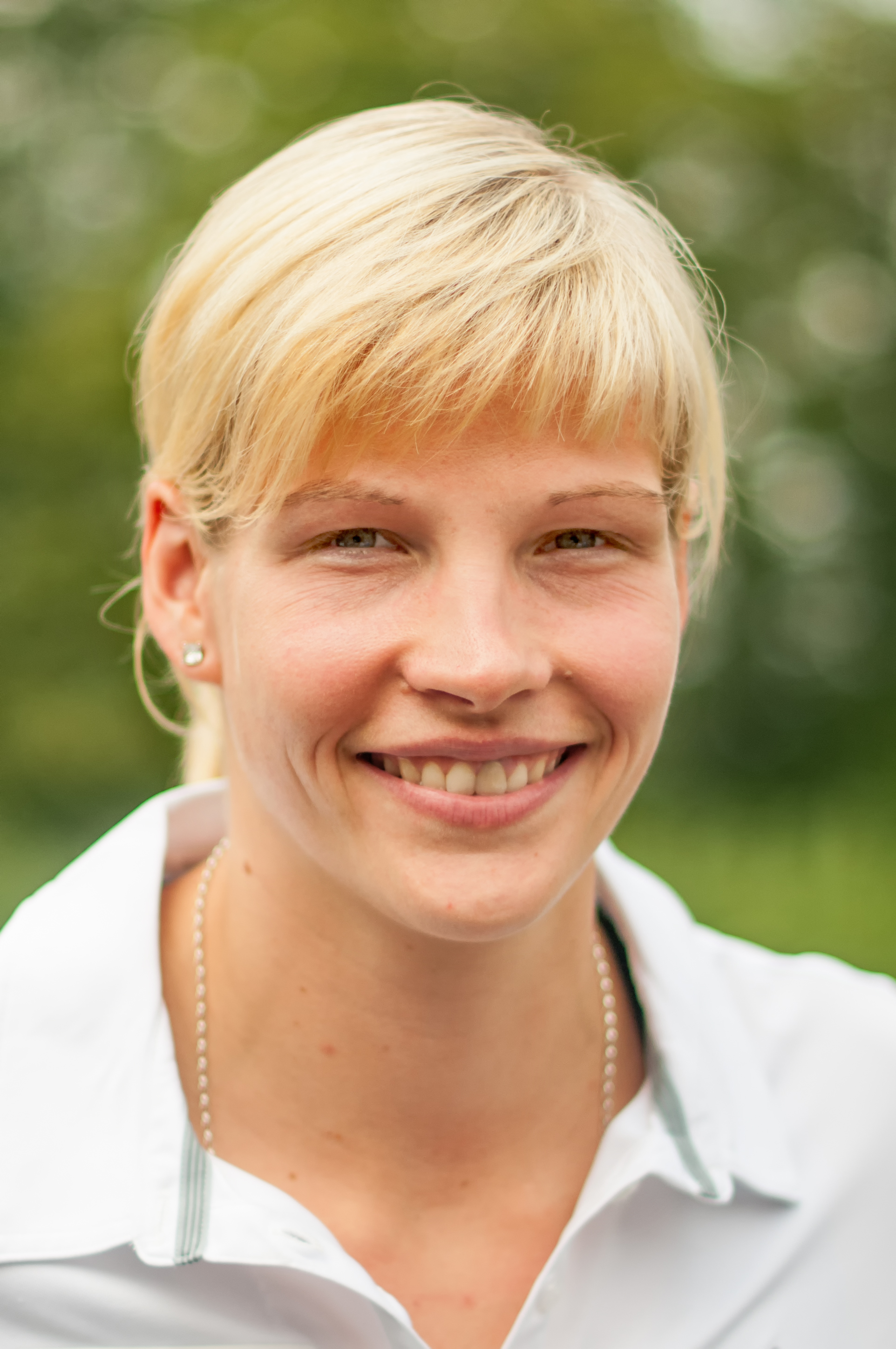
Nadine Müller (2012)

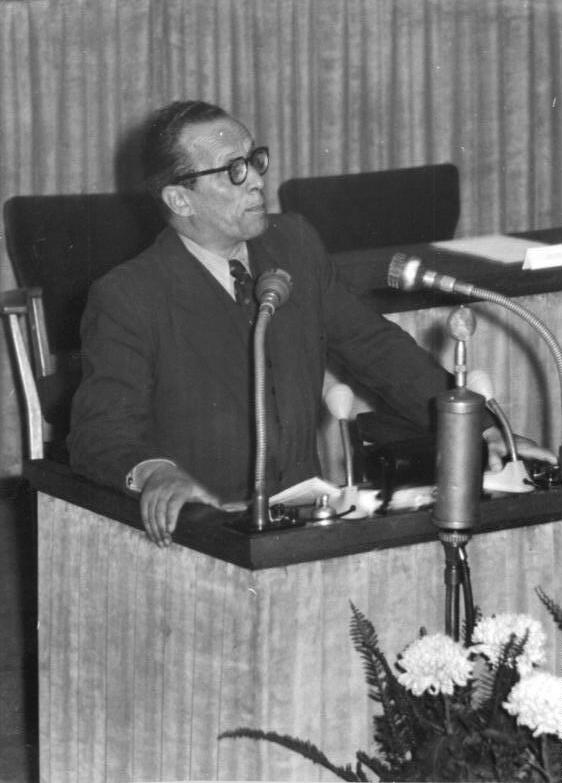
Vincenz Müller (1951)

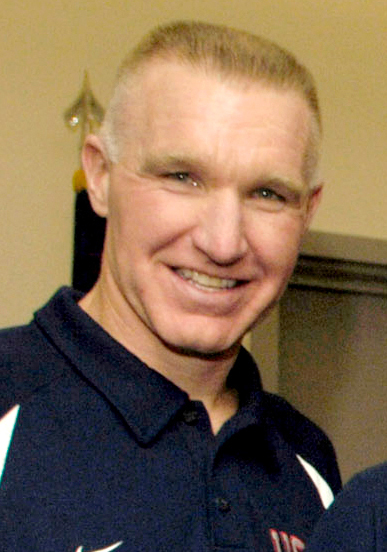
Chris Mullin

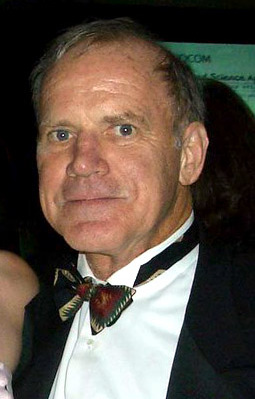
Kary Mullis (2006)

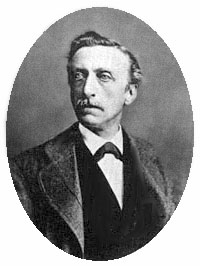
Multatuli

- Gerardus Nicolaas Maria (Geert) Mul (1965), Nederlands videokunstenaar
- Jan Mul (1911-1971), Nederlands organist, componist en muziekredacteur
- Jeroen Mul (1990), Nederlands autocoureur
- Jos de Mul (1956), Nederlands hoogleraar filosofie
- Tom De Mul (1986), Belgisch voetballer
- Mbulaeni Tongai Mulaudzi (1980), Zuid-Afrikaans middellangeafstandsloper
- John Mulcahy (1876-1942), Amerikaans roeier
- Aert van Mulcken (16e eeuw), Zuid-Nederlands architect, metselaar en aannemer
- Adriaan Franciscus Riender Mattheus Catalinus Hendrik Wilhelm Mulder (1880-1966), Nederlands luchtvaartpionier
- Agnes Mulder (1973), Nederlands politica
- Alex Mulder (1946), Nederlands ondernemer en filantroop
- Anne Mulder (1969), Nederlands ambtenaar en politicus
- Arjen Mulder (1955), Nederlands schrijver
- Bas Mulder (1968), Nederlands pianist
- Bob Mulder (1974), Nederlands voetballer
- Boyito Mulder (1991), Nederlands kunstschaatser
- Beb Mulder (1939-2020), Nederlands beeldhouwer, grafisch ontwerper en schilder
- Caroline De Mulder (1976), Belgisch hoogleraar en schrijfster
- Catharina Mulder, bekend als Kaat Mossel, (1723-1798), Nederlands mosselkeurvrouw
- Charles Marie Aloy Mulder (1897-onbekend), Belgisch bobsleeër
- Dustley Mulder (1985), Nederlands voetballer
- Eduard Mulder (1832-1924), Nederlands scheikundige
- Eefke Mulder (1977), Nederlands hockeyspeelster
- Erwin Mulder (1989), Nederlands voetballer
- Frank Mulder (1946), Nederlands roeier
- Frans De Mulder (1937-2001), Belgisch wielrenner
- Frans Mulder (1953), Nederlands acteur
- Gerard Mulder (1947), Nederlands journalist
- Gerardus Johannes Mulder (1803-1880), Nederlands scheikundige
- Gerrit-Jan (Gert-Jan) Mulder, bekend als Brainpower, (1975), Nederlands hiphoprapper
- Grietje Mulder (1966), Nederlands langebaanschaatsster
- Hans Mulder (1987), Nederlands voetballer
- Hendrik Jan Mulder (1900-1961), Nederlands militair
- Ineke Mulder (1950), Nederlands lerares en politica
- Ineke Mulder-van der Veldt, Nederlands softbalspeelster
- Jacobus Francies De Mulder (1809-1894), Belgisch burgemeester
- Jakoba Helena (Ko) Mulder (1900-1988), Nederlands architecte en stedenbouwkundige
- Jan Mulder (1943), Nederlands politicus en VN-functionaris
- Jan Mulder (1956), Nederlands wielrenner
- Jan Mulder (1961), Nederlands voetballer
- Jan Mulder (1963), Nederlands pianist, componist en dirigent
- Johan (Jan) Mulder (1945), Nederlands voetballer, columnist, schrijver en televisiepersoonlijkheid
- Johan Mulder (1920-1990), Nederlands politicus
- Johan Nicolaas (Joop) Mulder (1915-1991), Nederlands militair, vliegenier en geridderde
- Johanna Harmina Gerdina (Jo) Mulder (1912-2000), Nederlands dirigente, componiste en toonkunstenares
- Johannes Frans (Jan-Frans) Mulder (1955), Nederlands politicus
- Johannes Mulder (1769-1810), Nederlands verloskundige
- Joop Mulder (1953-2020), Nederlands theaterproducent
- Karen Mulder (1970), Nederlands fotomodel
- Kirsten Mulder (1973), Nederlands actrice
- Klaas Jan Mulder (1930-2008), Nederlands organist, pianist en dirigent
- Laurens Siebrand (Lau) Mulder (1927-2006), Nederlands hockeyspeler
- Lex Mulder (1933-2022), Nederlands geoloog en dammer
- Machteld Mulder (1989), Nederlands atlete
- Mandy Mulder (1987), Nederlands zeilster
- Maud Margot Mulder (1981), Nederlands zangeres en hockeyspeelster
- Menco Rein Mulder (1923-1945), Nederlands verzetsstrijder
- Michel Mulder (1986), Nederlands langebaanschaatser
- Michiel Joseph Antoon Mulder (1809-1883), Nederlands politicus en burgemeester
- Mick Mulder (1991), Nederlands acteur
- Myriam Mulder (1965), Vlaams actrice
- Nick Mulder (1988), Nederlands voetballer
- Nora Mulder (1965), Nederlands pianiste en cimbalomspeelster
- Petronella (Nel) Mulder-van Dam (1936), Nederlands politica
- René Borgerhoff Mulder (1913), Nederlands Engelandvaarder en vliegenier
- Ronald Mulder (1986), Nederlands langebaanschaatser
- Saskia Mulder (1973), Nederlands actrice en schrijfster
- Siska Mulder (1971), Nederlands journaliste, columniste en schrijfster
- Teun Mulder (1981), Nederlands baanwielrenner
- Theodoor Josephus (Theo) Mulder (1928), Nederlands beeldhouwer
- Tiny Mulder (1921-2010), Nederlands Friestalig journaliste, dichteres, schrijfster, vertaalster en verzetsstrijdster
- Tom Mulder (1947-2020), Nederlands radio-diskjockey
- Triphon De Mulder (1859-1936), Belgisch landbouwer, handelaar en burgemeester
- Wendy Mulder (1992), Nederlands voetbalster
- Willem Cornelis Mulder (1850-1920), Nederlands architect
- Willem Seymour Mulder (1820-1896), Nederlands onderwijzer, klerk, belastingdeurwaarder en (Drentstalig) dichter
- Youri Mulder (1969), Nederlands voetballer en voetbalanalist
- Dick Mulderij (1949-2020), Nederlands voetballer
- Hendrik Mulderije (1896-1970), Nederlands politicus
- Charles-Joseph (Karel) Muldermans (1832-1910), Belgisch componist, dirigent, kornettist, violist en leraar
- Justin Muldermans (1843-1921), Belgisch componist en militaire kapelmeester
- Everardus Franciscus Henricus (Eef) Mulders (1948), Nederlands voetballer
- Geertruida Johanna Lucia Maria (Gerty) Lensvelt-Mulders (1957), Nederlands psycholoog en hoogleraar
- Hendrik Cornelis (Henk) Mulders (1904-1978), Nederlands voetballer
- Jean-Paul Mulders (1968), Vlaams journalist en schrijver
- Marc Mulders (1958), Nederlands kunstschilder, aquarellist, fotograaf en glazenier
- Maria Catharina Pietronella (Marijke) Helwegen-Mulders (1948), Nederlands mediapersoonlijkheid
- Paul Mulders (1981), Filipijns-Nederlands voetballer
- Rob Mulders (1967-1998), Nederlands wielrenner
- W.A.H. Mulder-Schalekamp (1906-1975), Nederlands schrijfster en medium
- Kor Mulder van Leens Dijkstra (1917-1989), Nederlands schaker
- Dominic John Muldowney (1952), Brits componist, dirigent en pianist
- Marcel Mule (1901-2001), Frans klassiek saxofonist
- Mule, pseudoniem van Major Holley, (1924-1990), Amerikaans jazzbassist
- Landry Mulemo (1986), Belgisch voetballer van Congolese komaf
- Jacob Mulenga (1984), Zambiaans voetballer
- Willem Jan Mulert tot de Leemcule (1782-1857), Nederlands edelman, militair en politicus
- Henri Mulet (1878-1967), Frans organist en componist
- Katherine Kiernan Maria (Kate) Mulgrew (1955), Amerikaans actrice
- Jack Mulhall (1887-1979), Amerikaans acteur
- Edward Mulhare (1923-1997), Amerikaans acteur van Ierse komaf
- Michael Mulheren, Amerikaans acteur
- Matt Mulhern (1960), Amerikaans acteur, filmregisseur en scenarioschrijver
- Arthur Mulier (1892-1979)), Belgisch politicus, industrieel, bestuurder en Vlaams activist
- Eco Haitsma Mulier (1843-1920), Nederlands bestuurder
- Gerard Haitsma Mulier (1887-1967), Nederlands burgemeester
- Gerrit Nicolaas Mulier (1791-1861), Nederlands politicus
- Johannes Haitsma Mulier (1811-1859), Nederlands bestuurder
- Pieter Mulier (de Oude) (ca. 1600-1659), Nederlands kunstschilder en tekenaar
- Pieter Mulier (de Jonge) (1637-1701), Nederlands kunstschilder, tekenaar en decoratieschilder
- Pim Mulier, geboren als Willem Johan Herman Mulier, (1865-1954), Nederlands sportorganisator
- Sijo Kornelius Haitsma Mulier (1887-1963), Nederlands ambtenaar en burgemeester
- Tjepke Mulier (1815-1883), Nederlands bestuurder
- Tjepke Haitsma Mulier (1847-1921), Nederlands burgemeester
- Willem Dirk Haitsma Mulier (1852-1912), Nederlands burgemeester
- Jimmy Mulisa (1984), Rwandees voetballer
- Harry Kurt Victor Mulisch (1927-2010), Nederlands schrijver
- Kurt Victor Karl Mulisch (1892-1957), Oostenrijks militair en bankdirecteur
- Arnold van Mulken (16e eeuw), Zuid-Nederlands architect, metselaar en aannemer
- Joannes Josephus van Mulken (1796-1879), Nederlands militair en staatsman
- Johannes (Jo) Mulkens (1956), Nederlands voetballer
- Chris Mulkey (1948), Amerikaans acteur, filmregisseur, filmproducent en scenarioschrijver
- Brandon Mull, Amerikaans schrijver
- Joel Mull (1975), Zweeds techno-diskjockey
- Martin Mull (1943-2024), Amerikaans acteur, filmproducent en scnearioschrijver
- Megan Mullally (1958), Amerikaans actrice
- Peter Mullan (1959), Schots acteur, filmregisseur en scenarist
- Lukas Müllauer (1997), Oostenrijks freestyleskiër
- Greg Mullavy (1939), Amerikaans film- en televisieacteur
- Léon Mulle (1796-1884), Zuid-Nederlands advocaat en volksvertegenwoordiger
- Nol van Mullekom (1915-1984), Nederlands kunstschilder en tekenaar
- Rene van Mullem, Nederlands ondernemer
- Johnny Rodney (Rodney) Mullen (1966), Amerikaans skateboarder
- Lawrence Joseph (Larry) Mullen jr (1961), Iers drummer
- Peter Müllenberg (1987), Nederlands bokser
- Willy Mullens (1880-1952), Nederlands filmproducent en -regisseur
- Albert Müller (1899-1966), Zwitsers componist en dirigent
- Alex Müller (1927-2023), Zwitsers natuurkundige en Nobelprijswinnaar
- Alfred Muller (1954), Nederlands journalist en publicist
- Alwin Karl Müller (1839-ca. 1916), Duits componist, militaire kapelmeester, trompettist en kornettist
- Anne Muller (1974), Frans schaakster
- Arno Müller (1947), Zwitsers componist en dirigent
- August Eberhard Müller (1767-1817), Duits componist, organist en Thomascantor
- Bauke Muller (1962), Nederlands bridgespeler
- Bennie Muller (1938-2024), Nederlands voetballer
- Bernhard Müller (1931), Zwitsers politicus en ontwikkelingsexpert
- Caroline Catherine Müller, bekend als C.C.Catch, (1964), Nederlands-Duits disco- en dance-zangeres
- Cécile Müller (1930-2012), Belgisch miss-verkiezingsorganisatrice
- Christian Müller (1690-1762), Duits-Nederlands orgelbouwer
- Christian Müller (1982), Duits wielrenner
- Christoffel (Stoffel) Muller (1771-1833), Nederlands sekteleider
- Constantin Wilhelm Albert Müller (19e eeuw-20e eeuw), Duits militair en geridderde
- Daniël (Danny) Muller (1969), Nederlands voetballer
- Dieter Müller (1954), Duits voetballer en sportbestuurder
- Dirk Müller (1975), Duits autocoureur
- Dirk Müller (1946), Nederlands beeldhouwer
- Dirk Müller (1973), Duits wielrenner
- Eduard Müller (1848-1919), Zwitsers politicus
- Erwin Müller (1919), Duits componist en dirigent
- Franck Muller (1958), Zwitsers horlogetechnicus
- Frank Muller (1862-1917), Amerikaans astronoom
- Frederik Ernst Müller (1889-1960), Nederlands nationaalsocialistisch bestuurder
- Frederik Muller (1817-1881), Nederlands bibliograaf en boekhandelaar
- Frederik Muller Jzn (1883-1944), Nederlands classicus en hoogleraar
- Friedrich Christoph Müller (1751-1808), Duits theoloog en cartograaf
- Friedrich Max (Max) Müller (1823-1900), Brits-Duits oriëntalist en filoloog
- Frits Müller (1932-2006), Nederlands cartoonist, politiek tekenaar en jazzmusicus
- Gary Muller (1964), Zuid-Afrikaans tennisspeler
- Gerd Müller (1945-2021), Duits voetballer
- Gerhard Ludwig Müller (1947), Duits geestelijke en aartsbisschop
- Gilles Müller (1983), Luxemburgs tennisspeler
- Gustav Müller (1860-1921), Zwitsers politicus
- Hanna Muralt Müller (1947), Zwitsers politica
- Hans Müller (1917-1973), Zwitsers componist en dirigent
- Heere Jurgen Vincentius (Hero) Muller (1938-2021), Nederlands acteur
- Heiner Müller (1929-1995), Duits dichter, theatermaker en regisseur
- Heinrich (Wudi) Müller (1909-2000), Oostenrijks voetballer en voetbalcoach
- Heinrich Müller (1900-1945), Duits politiefunctionaris, Gestapo-lid en Holocaustpleger
- Heinz Müller (1924-1975), Duits wielrenner
- Helene Anni Marie Barbara (Hellen) Huisman-Müller (1937-2012), Nederlands actrice en stemactrice
- Helene Emma Laura Juliane Kröller-Müller (1869-1939), Nederlands kunstverzamelaar
- Helmut Müller (1952), Duits politicus
- Hendrik Pieter Nicolaas Muller (1859-1941), Nederlands koopman, wereldreiziger, etnograaf, publicist, diplomaat en filantroop
- Herbert Müller (1941-1981), Zwitsers autocoureur
- Hermann Joseph Muller (1890-1967), Amerikaans geneticus en Nobelprijswinnaar
- Hermann Müller (1876-1931), Duits politicus
- Hermann Paul Müller (1909-1975), Duits autocoureur en motorcoureur
- Herta Müller (1953), Duits-Roemeens schrijfster en winnares Nobelprijs
- Hugo Müller (1917), Zwitsers componist, arrangeur, dirigent en muziekuitgever
- Ina Müller (1965), Duits zangeres, cabaretiere, schrijfster en talkshowhost
- Jacob Frederik Muller (1690-1718), Nederlands schurk
- Jacob Muller (1889-1980), Nederlands componist
- Jan (Jacob) Muller (ca. 1571-1628), Nederlands kopersnijder
- Jan Harmensz Muller (1571-1628), Nederlands prentenmaker, tekenaar en kunstschilder
- Johan Arnoldus (Hans) Muller (1937-2015), Nederlands waterpolospeler
- Johann (Janos) Müller (1856-1925), Oostenrijks componist en militaire kapelmeester
- Johann Heinrich Müller (1879-1959), Zwitsers componist, dirigent, klarinettist en muziekuitgever
- Johann Ludwig Wilhelm (Wilhelm) Müller (1794-1827), Duits romantisch dichter
- Johannes Peter Müller (1801-1858), Duits fysioloog, marien bioloog en vergelijkend anatoom
- Jörg Müller (1961), Zwitsers wielrenner
- Jörg Müller (1969), Duits autocoureur
- József (Josef) Müller (1821-1876), Boheems componist en militaire kapelmeester
- Jürgen Müller (1960), Duits voetballer
- Karel Joan Muller (1857-1942), Nederlands architect
- Karl Alexander (Alex) Müller (1927), Zwitsers natuurkundige en Nobelprijswinnaar
- Katrin Müller (1989), Zwitsers freestyleskiester
- Kerstin Müller (1969), Duits roeister
- Laura Müller (1995), Duits atlete
- Lauren Müller, Vlaams actrice
- Lauro Severiano Müller (1863-1926), Braziliaans politicus
- Leendert Jojan (Leen) Muller (1879-1969), Nederlands meester-plateelschilder en ontwerper
- Lucien Muller-Schmidt (1934), Frans voetballer en voetbalcoach
- Marina Agatha (Ina) Müller-van Ast (1927-2018), Nederlands politica
- Martin Müller (1970), Tsjechisch voetballer
- Martin Müller (1974), Duits wielrenner
- Martina Müller (1982), Duits tennisspeelster
- Matyas (Matthias) Müller (1811-1881), Hongaars componist en militaire kapelmeester
- Melisa Muller (1974), Nederlands tafeltennisspeelster
- Michael Muller (1990), Nederlands acteur en zanger
- Michiel Muller (1964), Nederlands ondernemer
- Nadine Müller (1985), Duits atlete
- Nico Müller (1992), Zwitsers autocoureur
- Nicolaas Muller (1879-1965), Nederlands jurist
- Otto Müller (1905-1993), Zwitsers beeldhouwer
- Patrick Müller (1976), Zwitsers voetballer
- Paul (Pauly) Hermann Müller (1899-1965), Zwitsers chemicus en Nobelprijswinnaar
- Peter Aloysius Müller (1955), Duits jurist en politicus
- Peter Cornelis Müller, bekend als A.L. Snijders, (1937-2021), Nederlands schrijver
- Peter Paul Muller (1965), Nederlands acteur
- Philipp Ludwig Statius Müller (1725-1776), Duits theoloog en zoöloog
- Pierre Muller (1952), Zwitsers politicus
- Pjotr Müller (1947), Nederlands beeldend kunstenaar
- René Müller (1959), Duits voetballer
- René Müller (1974), Duits voetballer
- Robert (Bobby) Muller (1946), Amerikaans vredesactivist en Vietnamveteraan
- Robert (Robby Müller (1940-2018), Nederlands cameraman
- Rodolfo Muller (1876-1947), Italiaans wielrenner
- Rolf-Hans Müller (1928-1990), Duits componist, dirigent, arrangeur en pianist
- Romy Müller, geboren als Romy Schneider, (1958), Duits atlete
- Salo Muller (1936), Nederlands fysiotherapeut, journalist en publicist
- Salomon Müller (1804-1863), Duits zoöloog
- Samuel Muller Fz. (1848-1922), Nederlands archivaris, geschiedschrijver en museumdirecteur
- Silke Müller (1978), Duits hockeyspeelster
- Sophie Muller (1962), Brits videoclipregisseur
- Sven Müller (1992), Duits autocoureur
- Thierry Muller (1964), Frans componist, muziekpedagoog en fluitist
- Thomas Müller (1989), Duits voetballer
- Victor Roberto Muller (1959), Nederlands ondernemer
- Vincenz Müller (1894-1961), Duits generaal en politicus
- Walther Müller (1905-1979), Duits natuurkundige en uitvinder
- Wilhelm Müller (1909-1984), Duits handballer
- Willy Müller (1906), Zwitsers componist, dirigent en muziekuitgever
- Wout Muller (1946-2000), Nederlands kunstschilder
- Yvan Muller (1969), Frans autocoureur
- Joseph Müller-Blattau (1895-1976), Duits musicoloog
- Volkmar Müller-Deck (1925-1994), Duits componist, muziekpedagoog en dirigent
- Rainer Müller-Hörner, Duits triatleet
- Hans Werner Müller-Lehning (1895-1945), Nederlands nationaalsocialist
- Marie Geertruida Muller-Lulofs (1854-1954), Nederlands activiste, oprichtster en schrijfster
- Willy Müller-Medek (1897-1965), Duits componist en fluitist
- Robin Muller van Moppes (1984), Nederlands voetballer
- Tom Mullica (1948), Amerikaans goochelaar en komiek
- Priscilla Mullican, bekend als Priscilla Lane, (1915-1995), Amerikaans actrice
- Gilbert Mullie (1876-1962), Vlaams politicus
- Jozef Lodewijk Maria (Jos) Mullie (1886-1976), Vlaams filoloog, sinoloog en missionaris
- Blackjack Mulligan, pseudoniem van Robert Deroy Windham, (1942), Amerikaans worstelaar
- Carey Mulligan (1985), Brits actrice
- Gerald Joseph (Gerry) Mulligan (1927-1996), Amerikaans jazzsaxofonist, klarinettist, componist en arrangeur
- Neil Mulligan (1955), Iers uilleann pipes-speler
- Richard Mulligan (1932-2000), Amerikaans acteur
- Robert Sanderson Mulliken (1896-1986), Amerikaans natuurkundige, chemicus en Nobelprijswinnaar
- Chris Mullin (1963), Amerikaans basketballer
- Glenn Mullin (1949), Canadees tibetoloog en boeddholoog
- Steve Mullings (1982), Jamaicaans atleet
- Alex Gerhard (Lex) Mullink (1944), Nederlands roeier
- Yolande Mullin-Lijdsman (1950-2008), Nederlands beeldend kunstenares
- Aimee Mullins (1976), Amerikaans atlete, actrice en mannequin
- Beverly Mullins, bekend als Courtney Taylor, (1984), Amerikaans model, worstelaarster en valet
- Eustace Clarence Mullins (1923-2010), Amerikaans schrijver, onderzoeker, schilder, fotograaf, dichter en essayist
- Kary Mullis (1944-2019), Amerikaans scheikundige en Nobelprijswinnaar
- Rafael Mullor Grau (1962), Spaans componist, muziekpedagoog, dirigent en klarinettist
- Viktoria Mullova (1959), Russisch violiste
- Gardnar Mulloy (1913-2016), Amerikaans tennisser
- Al Mulock (1925-1968), Canadees filmacteur
- Daniël Quirin Robert (Daan) Mulock Houwer (1903-1985), Nederlands pedagoog
- Jan Anthony Mulock Houwer (1857-1933), Nederlands architect en vrijmetselaar
- Mulong, pseudoniem van Takri Nyenzig, (6e eeuw), Tibetaans tsenpo
- Augustus Edwin Mulready (1844-1904), Engels kunstschilder
- William Mulready (1786-1863), Iers kunstschilder
- Dermot Mulroney (1963), Amerikaans acteur
- Martin Brian (Brian) Mulroney (1939-2024), Canadees politicus
- Garth David Mulroy (1978), Zuid-Afrikaans golfspeler
- Camille Muls (1916-2005), Belgisch wielrenner
- Camille Muls (1999), Belgisch atlete
- Jozef Muls (1882-1961), Belgisch schrijver, advocaat en kunsthistoricus
- Walter Muls (1961), Vlaams advocaat en politicus
- Miikka Multaharju (1977), Fins voetballer
- Multatuli (1820-1887), Nederlands schrijver
- Étienne Tshisekedi wa Mulumba (1932), Congolees politicus en premier van Congo-Kinshasa
- Youssouf Mulumbu (1987), Congolees voetballer
- Elson Bakili (Bakili) Muluzi (1943), President van Malawi
- Ana Mulvoy-Ten (1992), Brits actrice

## Mum

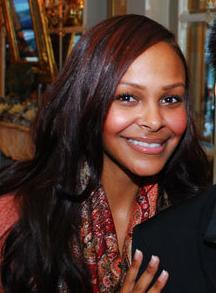
Samantha Mumba

- Samantha Tamania Anne Cecilia Mumba (1983), Iers popzangeres en actrice
- David Bryant Mumford (1937), Amerikaans wiskundige
- Eloise Mumford (1986), Amerikaans actrice
- Lewis Mumford (1895-1990), Amerikaans historicus, wetenschappelijk filosoof, literair criticus en schrijver
- Abd al-Mu'min ibn Ali (1094-1163), Kalief van de Almohaden-dynastie in Noord-Afrika en Al-Andalus (1130-1163)
- Lucius Mummius Achaicus (2e eeuw v.Chr.), Romeins militair en politicus
- Hendrik Bastiaan Nicolaas Mumsen (1907-1980), Nederlands burgemeester

## Mun

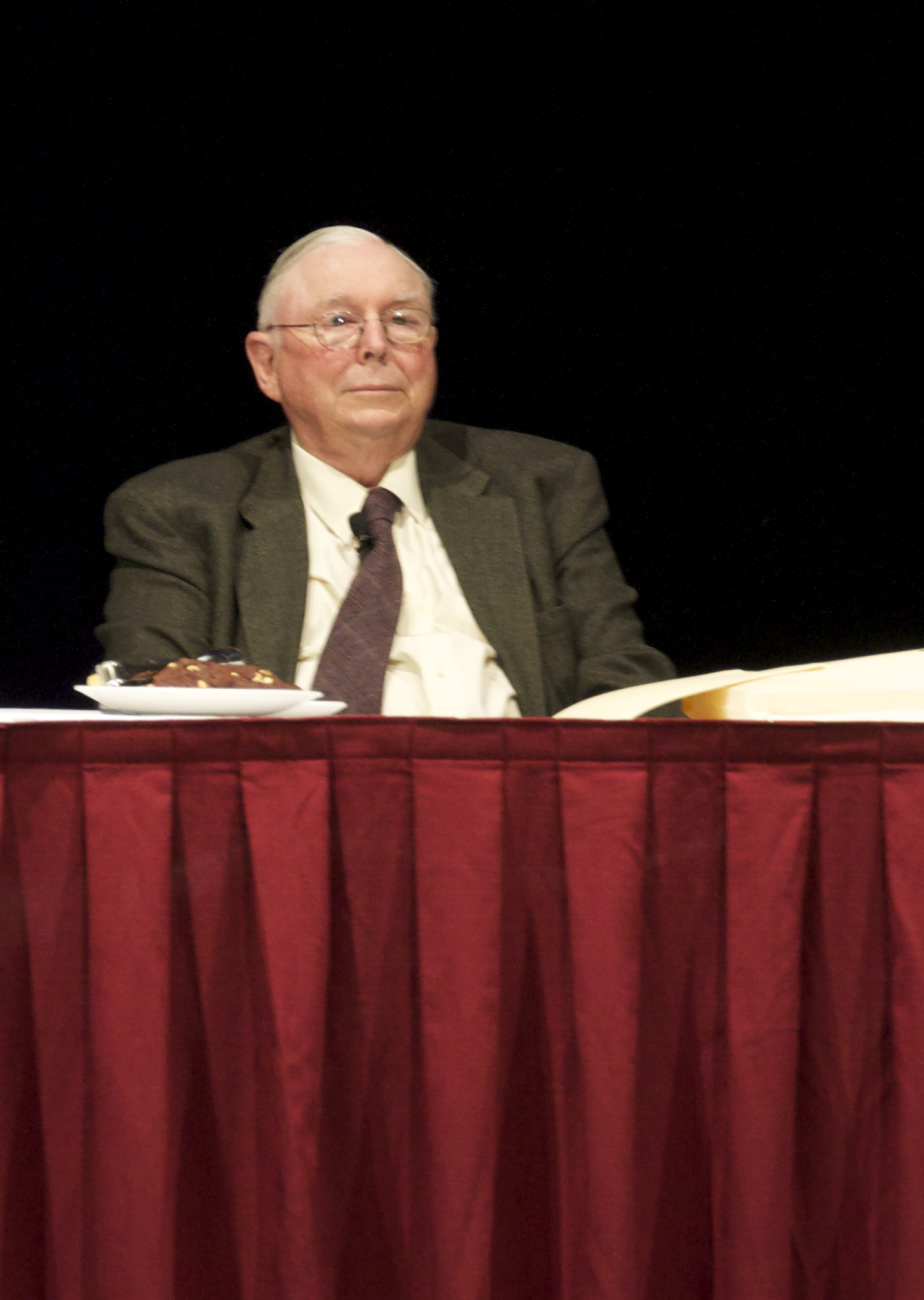
Charles Thomas (Charlie) Munger (2010)

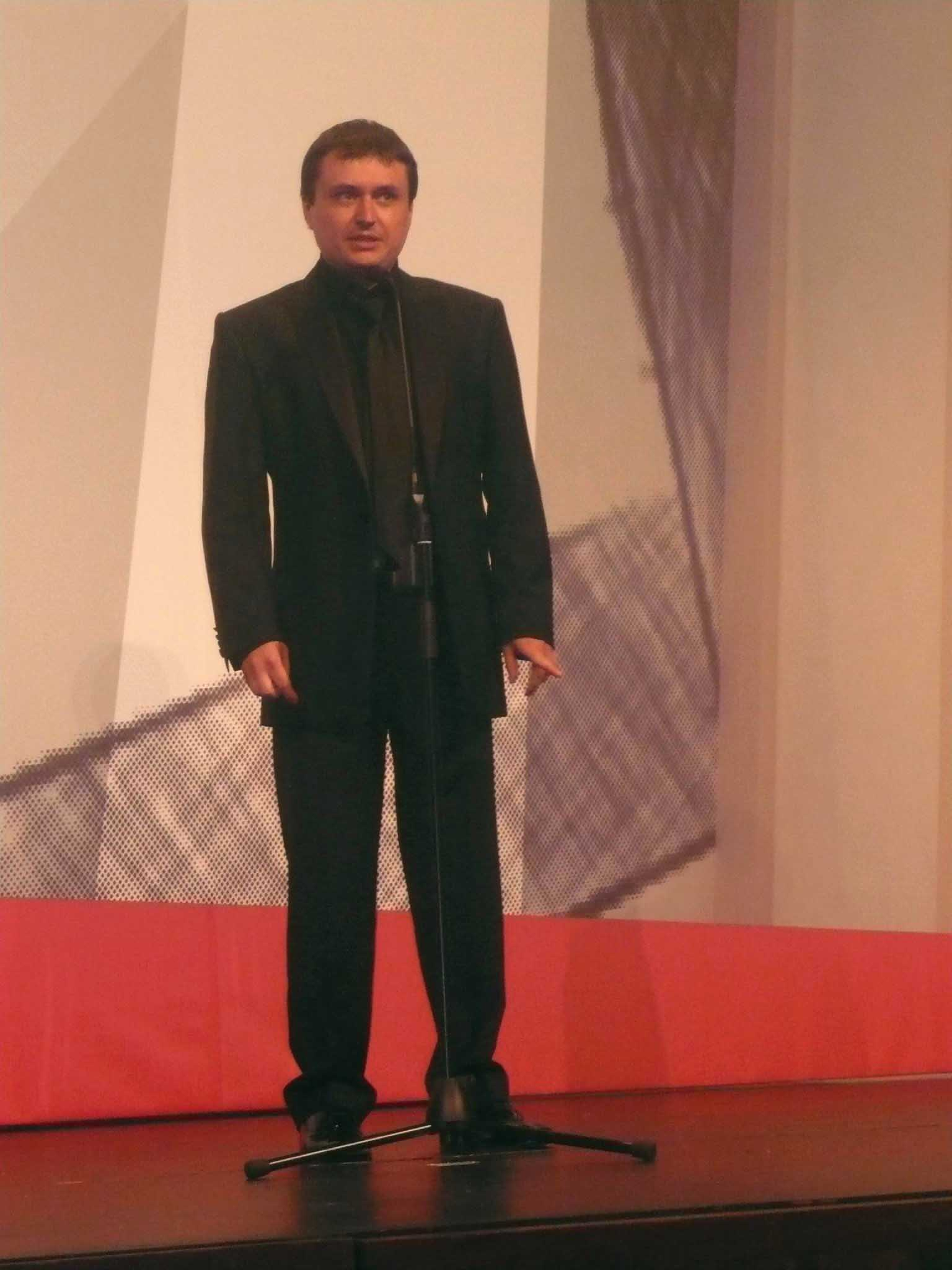
Cristian Mungiu (2007)

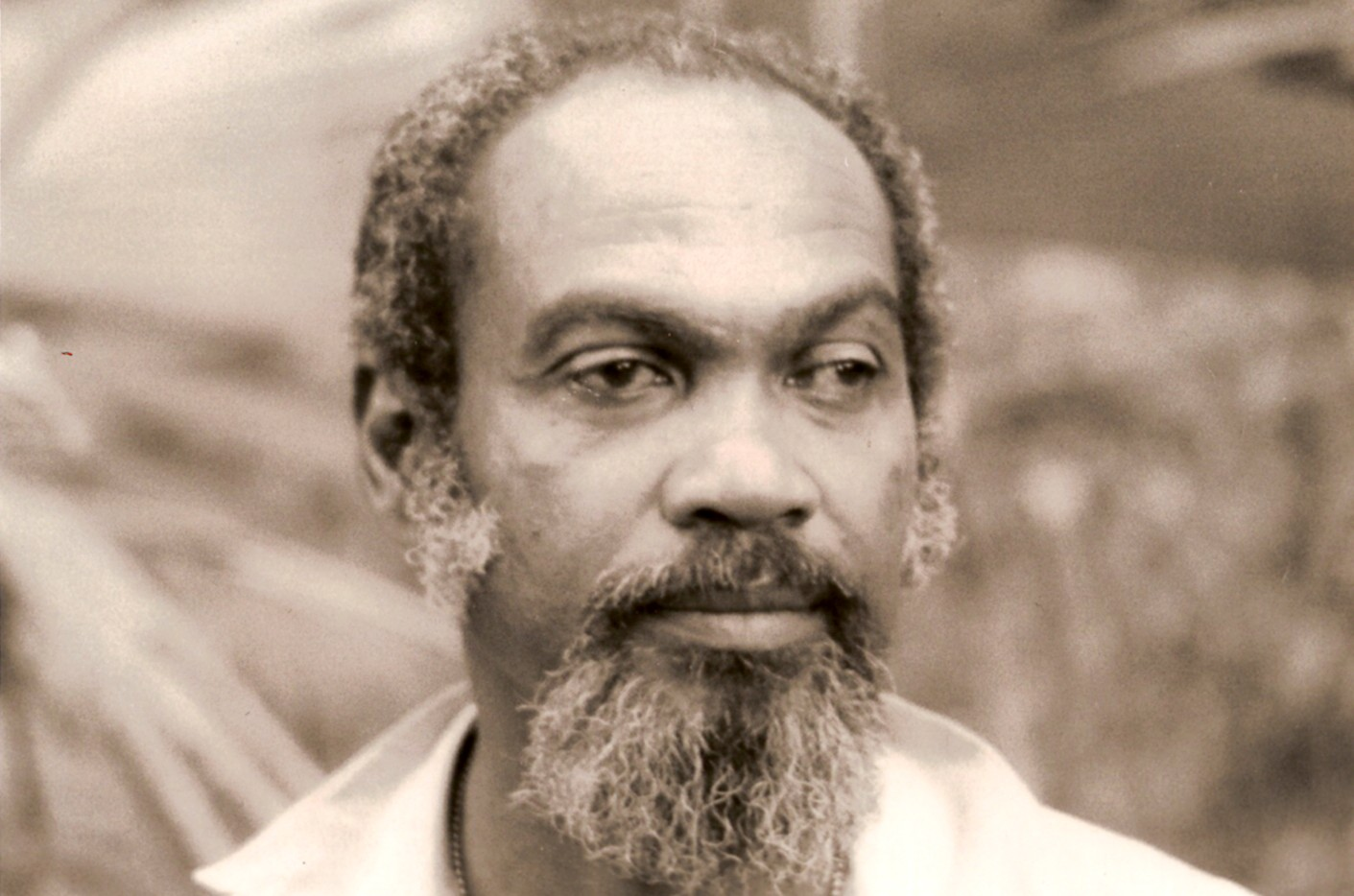
Ruud Mungroo

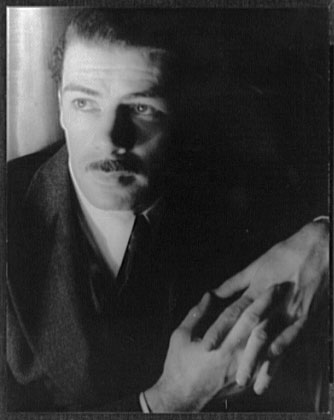
Paul Muni

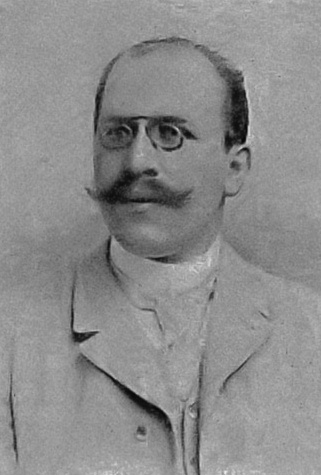
Hugo Münsterberg

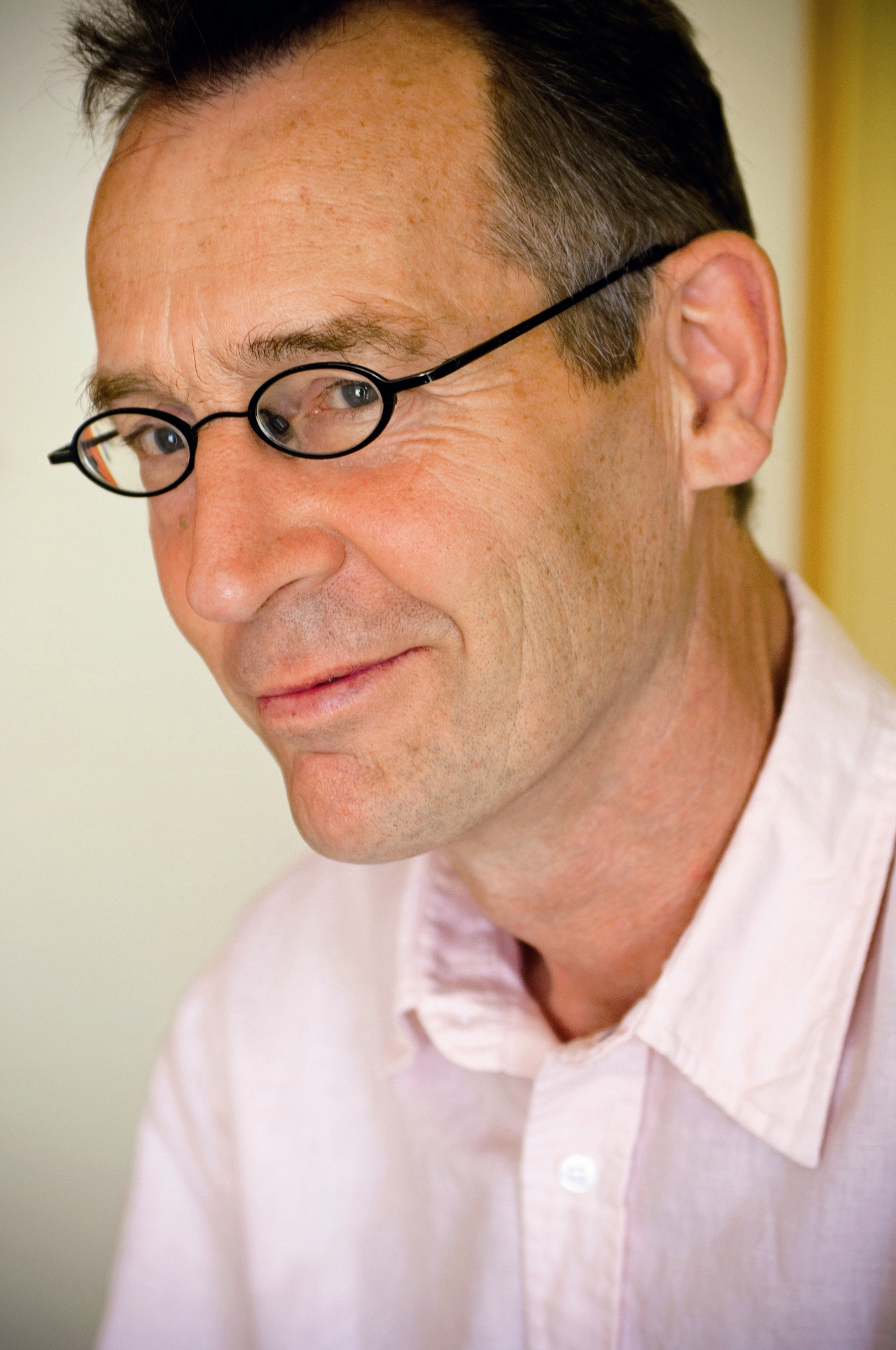
Hans Münstermann

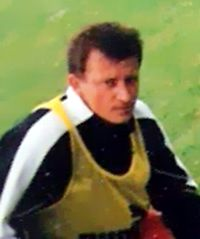
Dorinel Ioan Munteanu

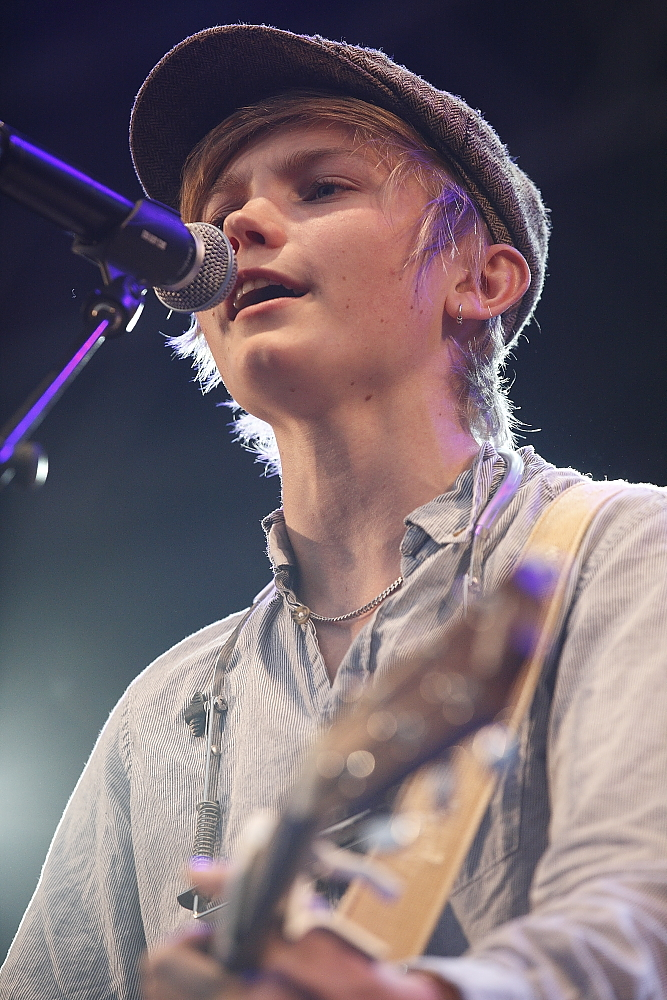
Ulrich Munther

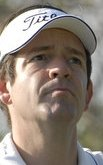
Rolf Frederik Cornelis Muntz (2007)

- Ajahn Mun, pseudoniem van Ajahn Mun Bhuridatta Thera, (1870-1949), Thais boeddhistisch geestelijke
- Mun Joon (1982), Zuid-Koreaans langebaanschaatser
- Mun Sung-Hak (1990), Zuid-Koreaans autocoureur
- Thomas Mun (1571-1641), Engels koopman, econoom en schrijver
- Alberto Lopez de Munain Ruiz de Gauna (1972), Spaans wielrenner
- Sandro Munari (1940), Italiaans rallyrijder
- Gino Munaron (1928-2009), Italiaans autocoureur
- Jacques Munaron (1956), Belgisch voetballer
- Edward Munch (1863-1944), Noors kunstschilder
- Jean-Pierre Munch (1926-1996), Frans wielrenner
- Karl Friedrich Hieronymus von Münchhausen, bekend als Baron von Münchhausen, (1720-1797), Duits edelman en verteller van sterke verhalen
- Karl Münchinger (1915-1990), Duits dirigent
- Muncimir van Kroatië, hertog van Dalmatisch Kroatië (892-910)
- Eline De Munck (1988), Vlaams actrice, zangeres en presentatrice
- Frans de Munck (1922-2010), Nederlands voetballer en voetbaltrainer
- Jan de Munck (+1605), Zuid-Nederlands slachtoffer van heksenvervolging
- Noah Munck (1996), Amerikaans acteur
- Roland De Munck (1947), Belgisch pianist
- François Bernard De Munck-Moerman (1774-1855), Belgisch militair, politicus en burgemeester
- Tjiel de Munck Mortier (1975), Nederlands voetballer
- Christian August Münckner (1788-1864), Duits luthers theoloog en dichter
- Anthony Munday (ca. 1560-1633), Engels (toneel)schrijver
- Georges Henri Mundeleer (1921-2001), Belgisch politicus
- Léon Henri Mundeleer (1885-1964), Belgisch politicus
- Léon Mundeleer (1851-1933), Belgisch kunstschilder
- Robert Alexander Mundell (1932-2021), Amerikaans econoom
- Fe del Mundo (1911-2011), Filipijns kinderarts en wetenschapper
- Isabel Mundry (1963), Duits componiste
- Kristina Mundt (1969), Duits roeister
- Emil Gustav (Miel) Mundt (1880-1949), Nederlands voetballer
- Patty Mundt (1950-2023), Nederlands hockeyspeler
- Frank Mundy, geboren als Francisco Eduardo Menendez, (1918-2009), Amerikaans autocoureur
- James (Jimmy) Mundy (1907-1983), Amerikaans jazzsaxofonist, componist en arrangeur
- Margaret (Meg) Mundy (1915-2016), Engelse-Amerikaans actrice
- William Mundy (ca. 1530-ca. 1590), Brits componist
- Gerardo Alberto Bedoya Múnera (1975), Colombiaans voetballer
- Munetaka (1242-1274), Japans shogun (1252-1266)
- Yoyo Mung Ka-Wai (1975), Hongkongs actrice
- Kenneth Mburu Mungara, Keniaans langeafstandsloper
- Jens Emil Mungard (1885-1940), Fries dichter
- Charles Thomas (Charlie) Munger (1924-2023), Amerikaans belegger
- Motilall (Atta) Mungra (1939-2002), Surinaams politicus en zakenman
- Subhas Chandra Mungra (1945), Surinaams diplomaat en politicus
- Ruud Mungroo, pseudoniem van Rudi Mangroe, (1938-2003), Surinaams journalist en schrijver
- Paul Muni, pseudoniem van Meshilem Meier Weisenfreund, (1895-1967), Amerikaans acteur van Oostenrijkse komaf
- Iker Muniain Goñi (1992), Spaans voetballer
- Maulavi Abdul Hakim Munib (1971), Afghaans ambtenaar en politicus
- Gracianus Municeps, Mythisch Brits koning
- Omar Munie (1985), Somalisch ontwerper van tassen
- Vincent Munier (1976), Frans natuurfotograaf
- Marc Muniesa Martínez (1992), Spaans voetballer
- Munir Said Thalib (1965-2004), Indonesisch mensenrechtenactivist
- Badshah Munir Boechari (1978), Pakistaans taalkundige
- Pedro Munitis Álvarez (1975), Spaans voetballer
- Chinnaswamy Muniyappa (1977), Indiaas golfspeler
- Juan Ramón López Muñiz (1968), Spaans voetballer en voetbaltrainer
- Liédson da Silva Muniz (1977), Portugees voetballer
- Marco Antonio Muñiz, bekend als Marc Anthony, (1968), Puerto Ricaans zanger-songwriter en acteur
- Francisco James (Frankie) Muniz IV (1985), Amerikaans acteur en autocoureur
- César Muñiz Fernández (1970), Spaans voetbalscheidsrechter
- Titus Munji (1979), Keniaans atleet
- Munjong van Joseon (1414-1452), Koning van Joseon"
- Andrzej Munk (1921-1961), Pools filmregisseur
- Danny de Munk (1970), Nederlands (musical)acteur, zanger en presentator
- Jens Munk (1579-1628), Noors-Deens zeevaarder en ontdekkingsreiziger
- Kaj Harald Leininger Munk (1898-1944), Deens dichter, toneelschrijver en dominee
- Lotte Munk (1969), Deens actrice
- Georg Wilhelm Munke (1772-1847), Duits natuurkundige
- Johnny Mattias Munkhammar (1974), Zweeds politicoloog
- Conrad II Munking Kettler (ca. 1370-1423), heer van Borghausen
- Frederik Munking Ketteler (ca. 1380-1462), heer van Borghausen
- Conrad I Munking Kettler (ca. 1342-1420), ridder, heer van Borghausen bij Welver an der Ahse en drost op de Burg Hovestadt
- Henning Munk Jensen (1947-2023), Deens voetballer
- Allison Munn (1974), Amerikaans actrice
- Ingrid Maria Munneke-Dusseldorp (1948), Nederlands roeister en docente
- Jannes Albert Munneke (1949), Nederlands roeier
- Jannes Munneke (1938), Nederlands componist, dirigent en kerkmusicus
- David Munnelly, Iers accordeonist
- René Münnich (1977), Duits autocoureur
- Gabriel Munnichs (1953-2024), Nederlands jurist
- Andries Hendrik (Henk) Munnik (1912-1997), Nederlands kunstschilder, tekenaar, en boekbandontwerper
- Len Munnik (1945), Nederlands cartoonist
- Paul Frederik de Munnik (1970), Nederlands cabaretier, acteur en zanger
- Willemijn de Munnik, bekend als Willemijn van Urk, (1996), Nederlands zangeres
- Hendrick Munnikhoven (+1664), Nederlands kunstschilder
- Jacob-Willem Munnikhuizen (ca. 1917-1997), Nederlands oorlogsmisdadiger
- Wynoldus Munniks (1744-1806), Nederlands medicus en hoogleraar in de geneeskunde
- Rein Wiebe Munniksma (1950), Nederlands lokaal en provinciaal politicus
- Alexander Münninghoff (1944-2020), Nederlands journalist
- Herman Münninghoff (1921-2018), Nederlands missiebisschop
- Filiep De Munnynck (1873-1925), Belgisch journalist en schepen
- Muno (+ca. 640), Schots kluizenaar, missionaris en heilige
- Godefroid Munongo Mwenda M'Siri (1925-1992), Congolees politicus
- Alberto Saavedra Muñoz (1981), Spaans voetballer
- Alfonso Pérez Muñoz (1972), Spaans voetballer
- Alonso Muñoz (ca. 1512-1568), Spaans bestuurder
- Antonio Carbonell Muñoz (1969), Spaans zanger en liedjesschrijver
- Antonio Muñoz Molina (1956), Spaans schrijver
- Astolfo Romero Muñoz (1957), Colombiaans voetballer
- Azahara Muñoz (1987), Spaans golfspeelster
- Carlos Muñoz (1992), Colombiaans autocoureur
- Carlos Andrés Muñoz Rojas (1989), Chileens voetballer
- Carlos Antonio Muñóz Martínez (1964-1993), Ecuadoraans voetballer
- Claudio Andrés Bravo Muñoz (1983), Chileens voetballer
- Daniel Parejo Muñoz (1989), Spaans voetballer
- David Muñoz (2006), Spaans motorcoureur
- Domingo Antonio Santos Muñoz, Dominicaans bachata- en merengue-zanger en musicus
- Emilio Muñoz (1962), Spaans stierenvechter en acteur
- Fausto Marcelino Esparza Muñoz (1974), Mexicaans wielrenner
- Fernando Muñoz García (1967), Spaans voetballer
- Francisco Javier Muñoz Llompart, bekend als Xisco, (1980), Spaans voetballer
- Gil Sánchez Muñoz y Carbón, bekend als Clemens VIII, (1369-1447), tegenpaus (1423-1429)
- Gustavo Enrique Madero Muñoz (1955), Mexicaans politicus
- Hernán Darío Muñoz Giraldo (1973), Colombiaans wielrenner
- Hilaire Muñoz (1983), Frans voetballer
- Hugo Armando González Muñoz (1963), Chileens voetballer
- Juan Muñoz (1953-2001), Spaans beeldhouwer
- Julià de Jòdar i Muñoz (1942), Catalaans schrijver en dramaturg
- Julio Jiménez Muñoz (1934), Spaans wielrenner
- Maria Theresa Sanchez (Tita) Muñoz (1928-2009), Filipijns actrice
- Miguel Ángel Aceval Muñoz (1983), Chileens voetballer
- Oscar Pujol Munoz (1983), Spaans wielrenner
- Pablo Infante Muñoz (1980), Spaans voetballer
- Pedro Horrillo Munoz (1974), Spaans wielrenner en columnist
- Pedro Morales Muñoz (1923-2017), Spaans componist, dirigent en klarinettist
- Pedro Muñoz Romero (1952), Mexicaans acteur
- Porfirio Alejandro Muñoz Ledo y Lazo de la Vega (1933-2023), Mexicaans politicus
- Rafael Muñoz Pérez (1988), Spaans zwemmer
- Ricardo Muñoz (Richard) Ramirez (1960), Amerikaans seriemoordenaar
- Vicente Muñoz García (20e eeuw), Spaans componist en muziekpedagoog
- Víctor Muñoz Manrique (1957), Spaans voetballer
- Cecilia Muñoz-Palma (1913-2006), Filipijns rechter
- Usâma ibn Munqidh (1095-1188), Syrisch dichter, schrijver, krijger en politicus
- Alexander Munro (1825-1871), Schots beeldhouwer
- Alice Ann Munro, geboren als Alice Ann Laidlaw, (1931-2024), Canadees schrijfster
- Caroline Munro (1950), Brits actrice
- Francis Michael (Frank) Munro (1947-2011), Schots voetballer
- George Campbell Munro (1866-1963), Nieuw-Zeelands-Amerikaans ornitholoog, botanicus en natuurbeschermer
- Hector Hugh Munro, bekend als Saki, (1870-1916), Engels auteur
- Herbert James (Burt) Munro (1899-1978), Nieuw-Zeelands motorcoureur
- Hugh Munro (1856-1919), Schots bergbeklimmer
- Richard Laughlain (Lochlyn) Munro (1966), Canadees acteur
- Rona Munro (1959), Brits toneelschrijfster
- William Munro (1818-1880), Engels plantenverzamelaar, botanicus, agrostoloog en officier
- Kathleen Munroe (1982), Canadees actrice
- Nicole Muns-Jagerman, geboren als Nicole Jagerman, (1967), Nederlands tennisspeelster
- Albeus van Munster, bekend als Ailbhe, (470-ca. 530), Iers abt en bisschop
- Erik II van Münster (1472-1522), Prins-bisschop van Münster (1508-1522)
- Hans van Munster (1925-2008), Nederlands geestelijke en kerkbestuurder
- Hildebold van Münster (+969), bisschop van Münster
- Jan Nicolaas van Munster (1939-2024), Nederlands beeldhouwer, installatie- en lichtkunstenaar
- Leonard van Munster (1972), Nederlands installatiekunstenaar
- Hugo Münsterberg (1863-1916), Duits-Amerikaans psycholoog
- Donatus van Münstereifel (ca. 140-voor 180), Romeins heilige, martelaar en soldaar
- Johan Valentijn (Joop) Munsterman (1951), Nederlands sportbestuurder en topfunctionaris
- Marthe-Emilie Munsterman (1993), Nederlands voetbalspeelster
- Hans Münstermann (1947), Nederlands schrijver
- Pietje Munsters (1840-1910), Brabants persoon
- Josep Massot i Muntaner (1941), Catalaans monnik, filoloog, historicus, uitgever en essayist
- Sulley Muntari (1984), Ghanees voetballer
- Dorinel Ioan Munteanu (1968), Roemeens voetballer en trainer
- Nicodim Munteanu (1864-1948), Roemeens geestelijke en patriarch van de Roemeens-orthodoxe Kerk
- Franz Müntefering (1940), Duits politicus
- Pieter (Piet) Muntendam (1901-1986), Nederlands politicus en verzetsstrijder
- Cornelis Munter (1652-1708), Nederlands advocaat, burgemeester en raad in de Admiraliteit van Amsterdam, bewindhebber van de West-Indische Compagnie en directeur van de Sociëteit van Suriname
- Gabriele Münter (1877-1962), Duits kunstschilderes en grafisch kunstenares
- Georgia De Munter (1920-2010), Belgisch politica
- Hans De Munter (1953), Vlaams acteur
- Sam De Munter (1988), Belgisch voetballer
- Werner Munter (1941), Zwitsers berggids, auteur en veiligheidsexpert op het gebied van lawines en alpinisme
- Axel Martin Fredrik (Puck) Munthe (1857-1949), Zweeds arts en schrijver
- Ulrik Munther (1994), Zweeds zanger
- Henricus Munting (1583-1658), Nederlands apotheker, botanicus en hoogleraar
- Herman Muntinghe (1752-1824), Nederlands theoloog en hoogleraar godgeleerdheid en godsdienstwetenschappen
- Herman Warner Muntinghe (1773-1827), Nederlands bestuursambtenaar in Nederlands-Indië
- Philipp Muntwiler (1987), Zwitsers voetballer
- Aad Muntz (1935-2012), Nederlands reclamemaker en bestuurder
- Rob Muntz (1963), Nederlands presentator en programmamaker
- Rolf Frederik Cornelis Muntz (1969), Nederlands golfspeler
- Thomas Müntzer, bekend als Thomas Munzer, (1490-1525), Duits theoloog
- Gustavo Adolfo Munúa Vera (1978), Uruguayaans voetballer
- Joachim Mununga (1988), Congolees voetballer
- Clarence Munyai (1998), Zuid-Afrikaans atleet
- Désiré Munyaneza (1966), Rwandees zakenman en crimineel
- Henri Munyaneza (1984), Rwandees voetballer
- Paul Felix (von) Weingartner, Edler von Münzberg (1863-1942), Oostenrijks dirigent, componist, pianist en muziekscribent
- Charlotte Louise van Hanau-Münzenberg (1597-1649), dochter van Filips Lodewijk II van Hanau-Münzenberg en Catharina Belgica van Nassau
- Filips Lodewijk I van Hanau-Münzenberg (1553-1580), Graaf van Hanau-Münzenberg
- Filips Lodewijk II van Hanau-Münzenberg (1576-1612), Graaf van Hanau-Münzenberg
- Wilhelm (Willi) Münzenberg (1889-1940), Duits communist, uitgever en filmproducent
- Reinhard van Hanau-Münzenberg (1528-1554), zoon van Filips II van Hanau-Münzenberg en Juliana van Stolberg en pelgrimganger
- Friedrich Münzer (1868-1942), Duits filoloog
- Martin Josef Munzinger (1791-1855), Zwitsers politicus en revolutionair

## Muq
- Abdulaziz al-Muqrin (ca. 1972-2004), Saudisch terrorist

## Mur

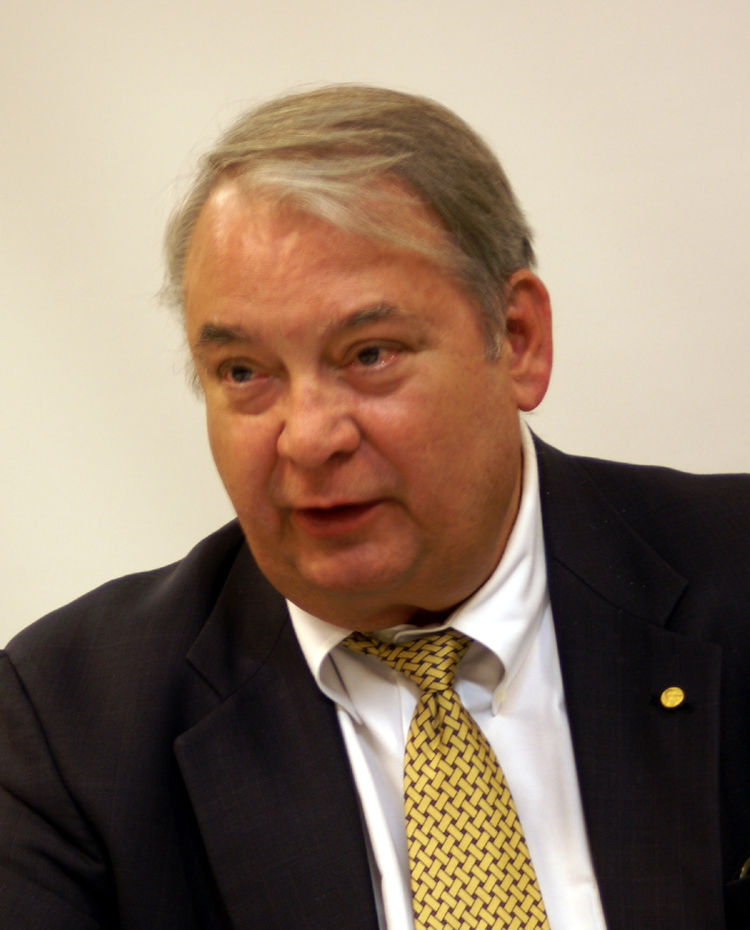
Ferid Murad (2008)

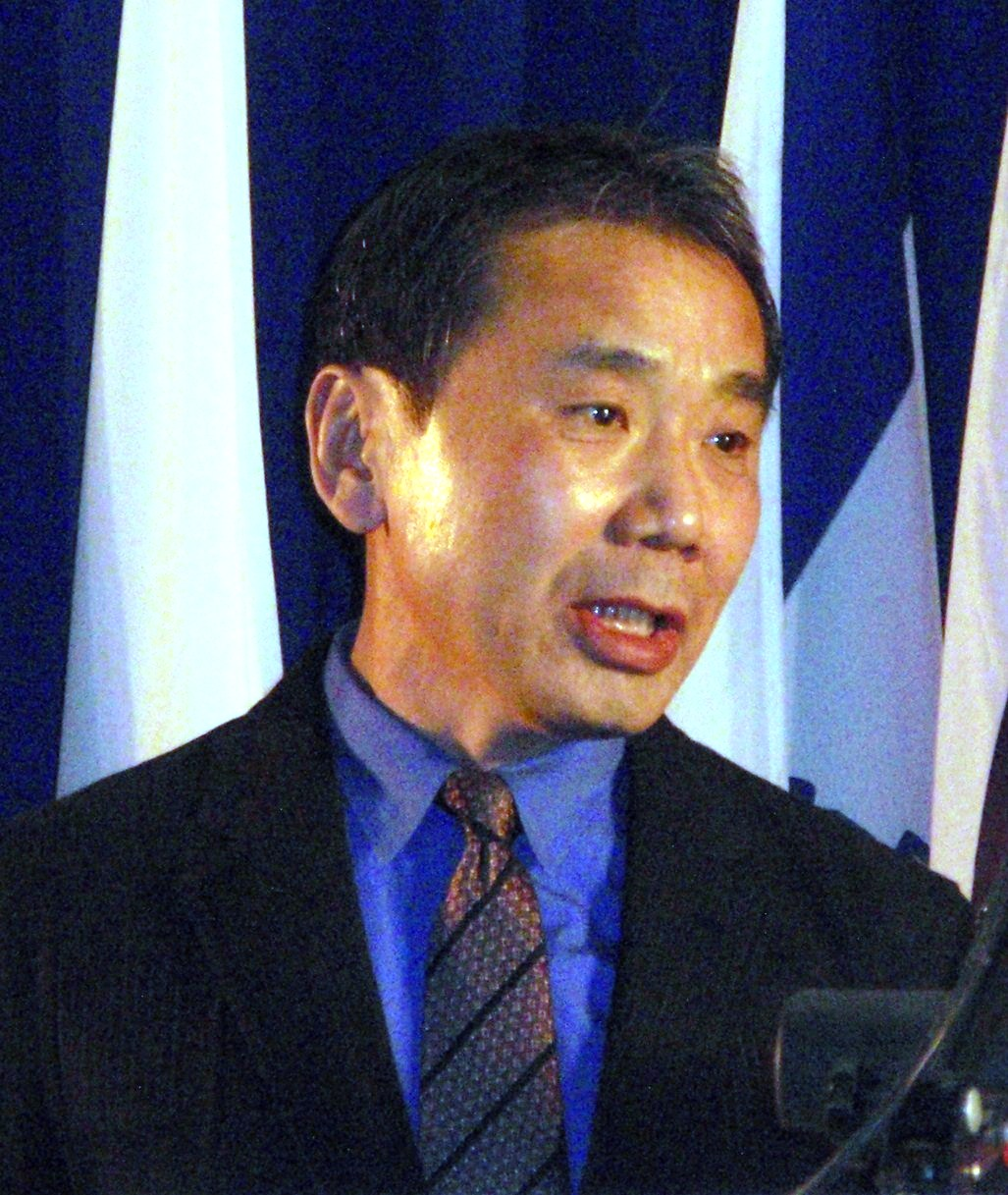
Haruki Murakami, 2009

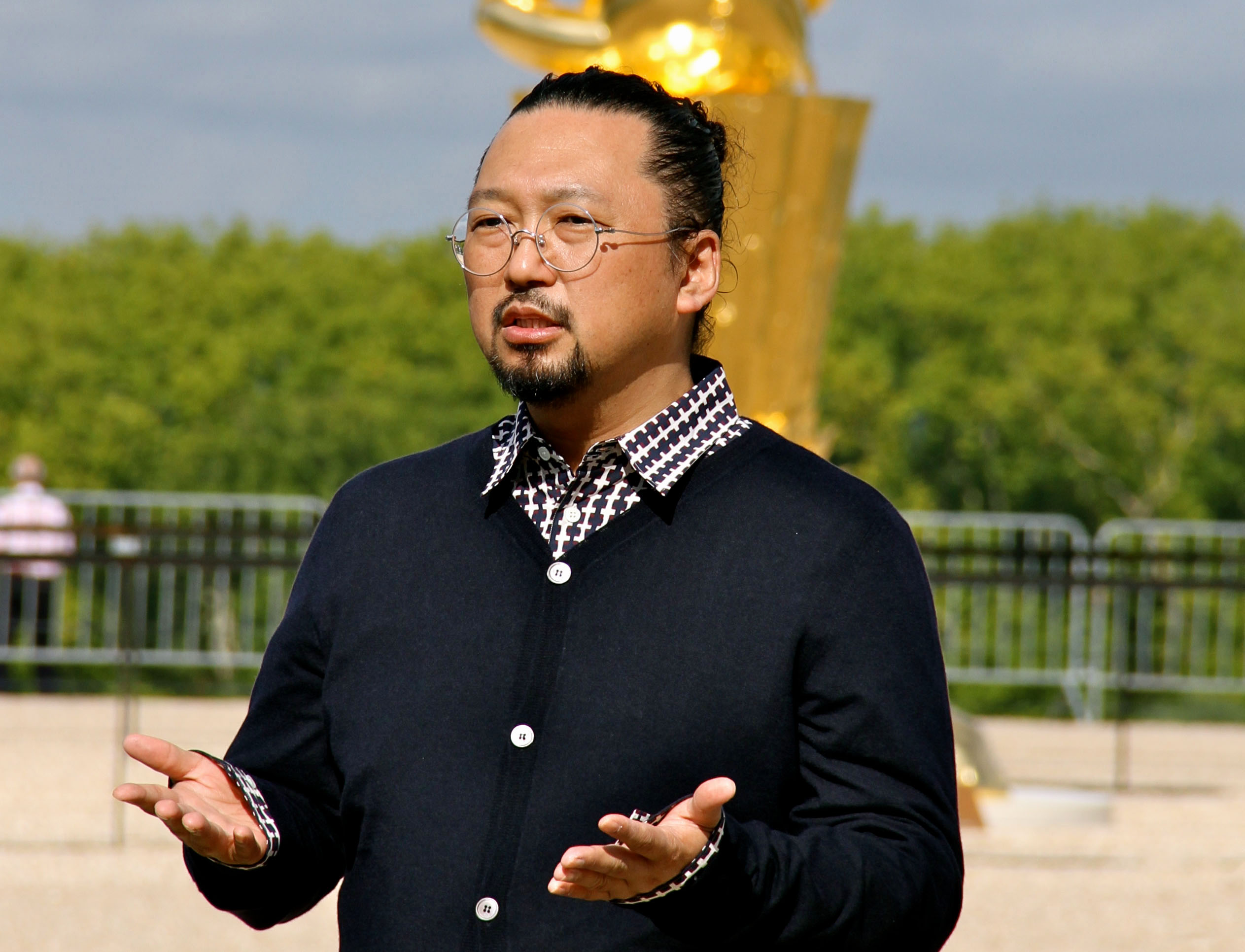
Takashi Murakami

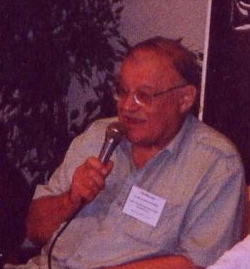
Joe Muranyi

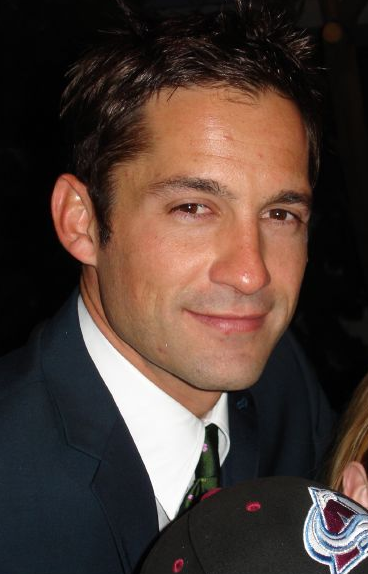
Enrique Murciano

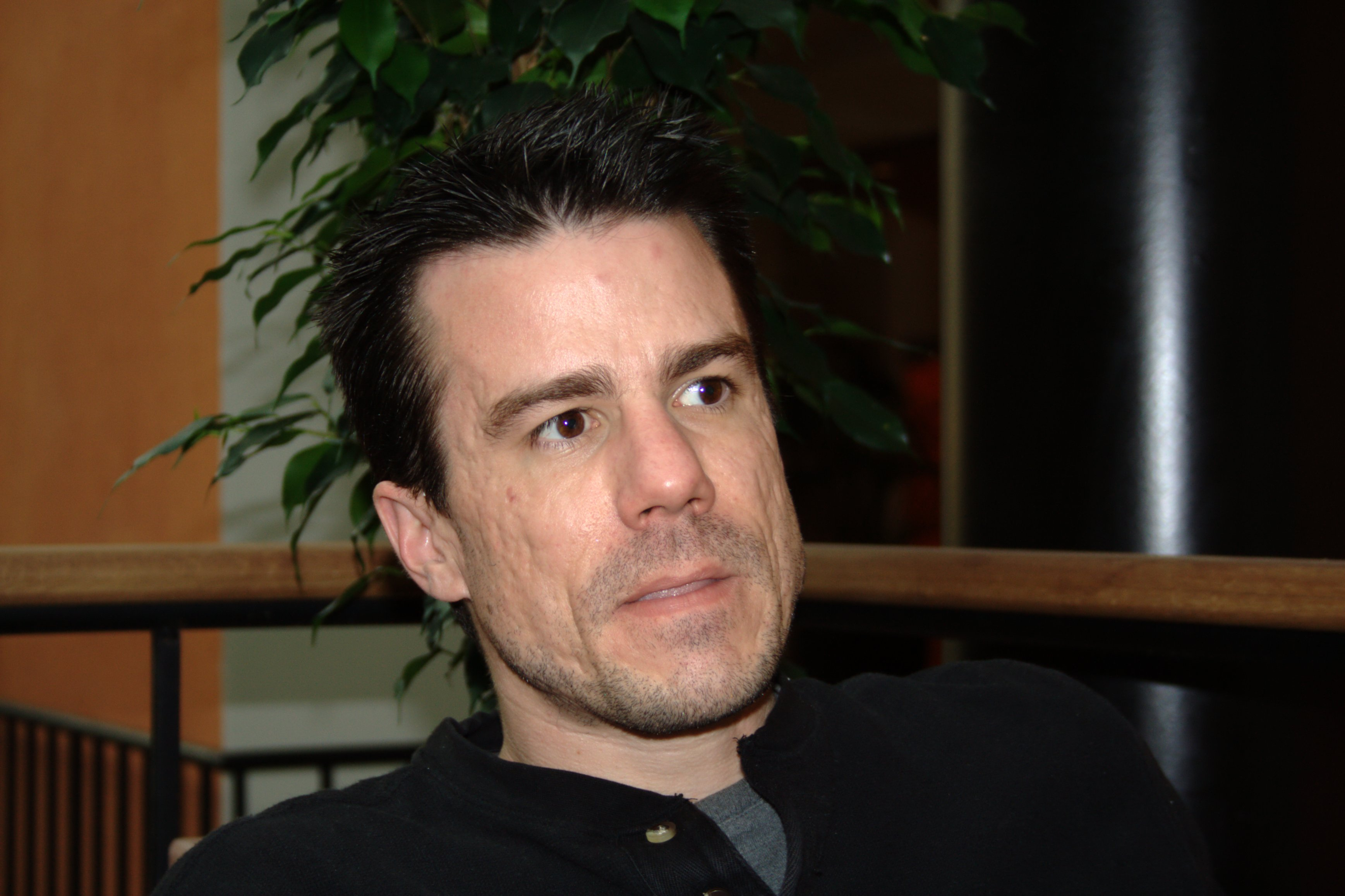
Ian Murdock (2008)

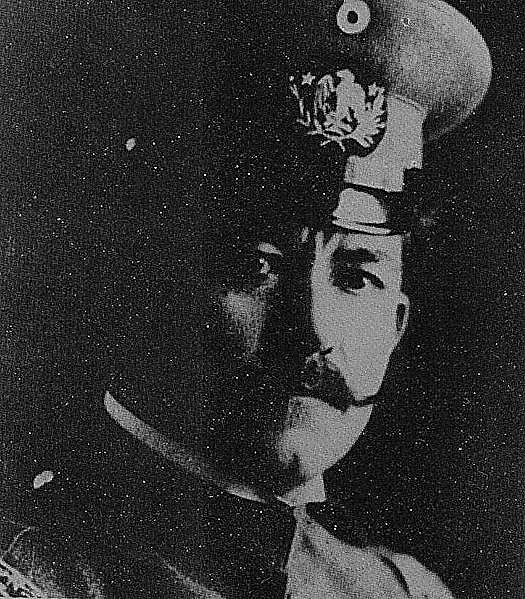
Francisco Murguía

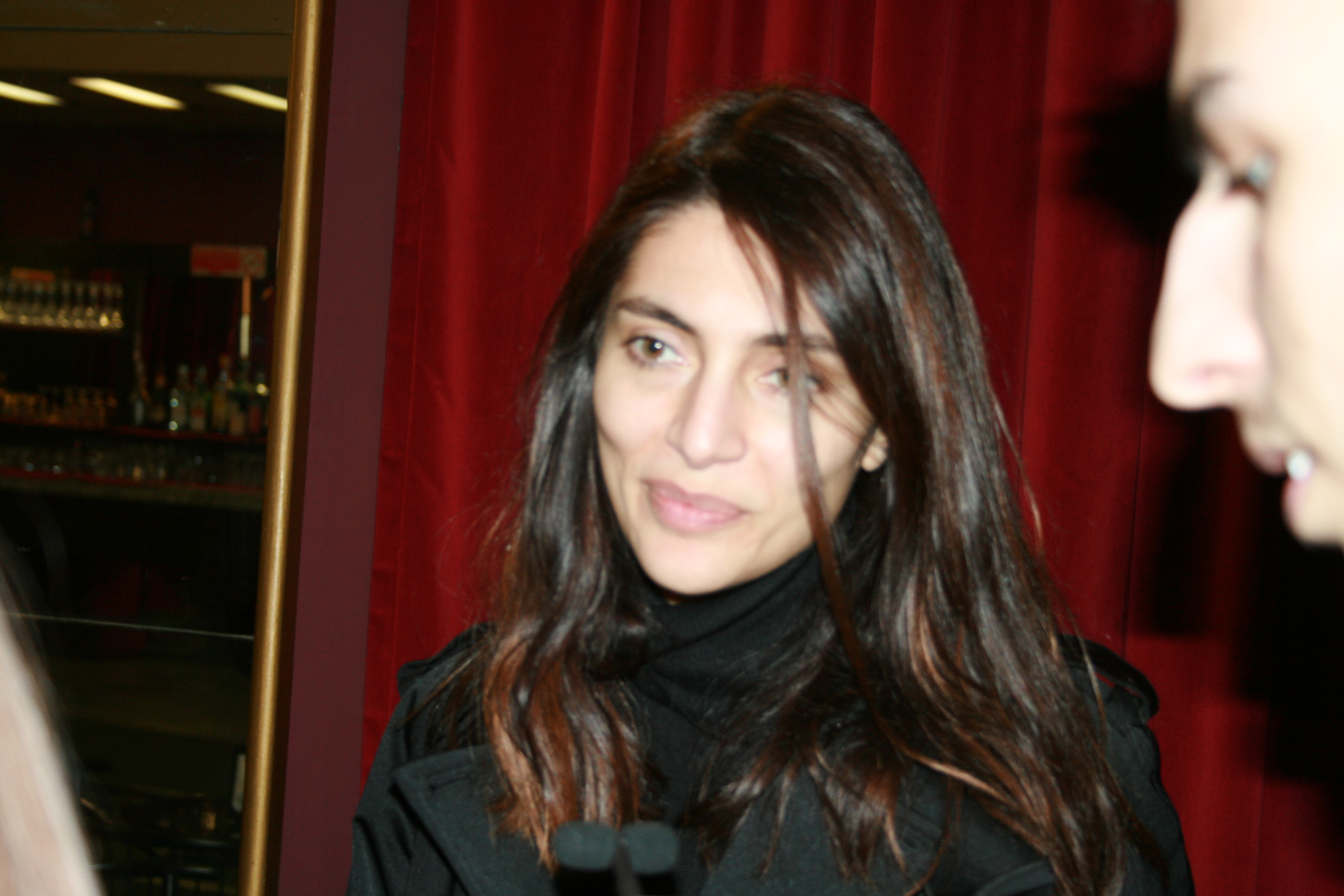
Caterina Murino

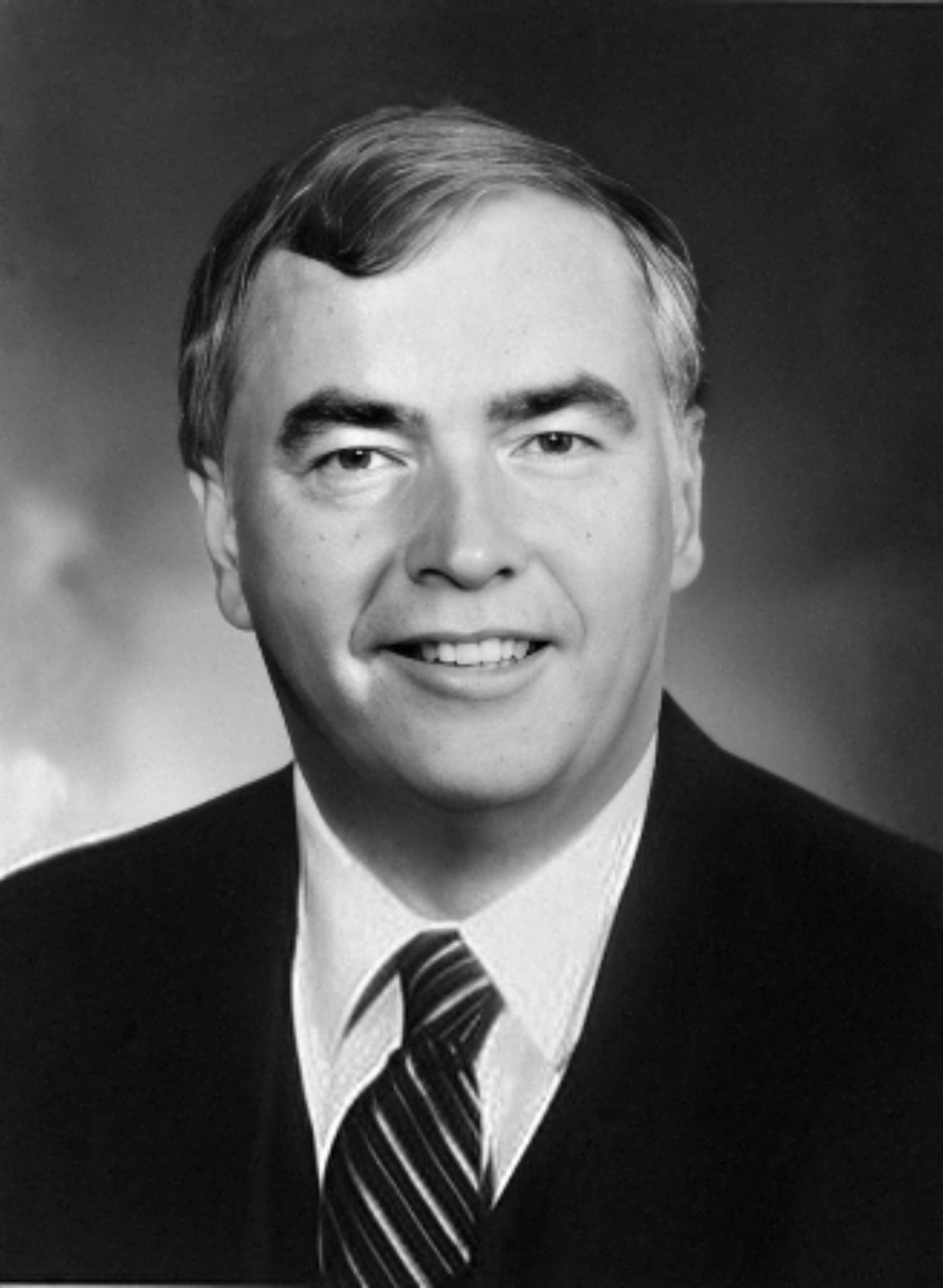
Frank Hughes Murkowski

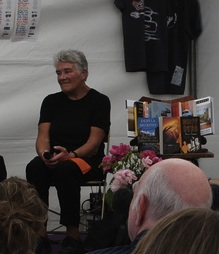
Dervla Murphy

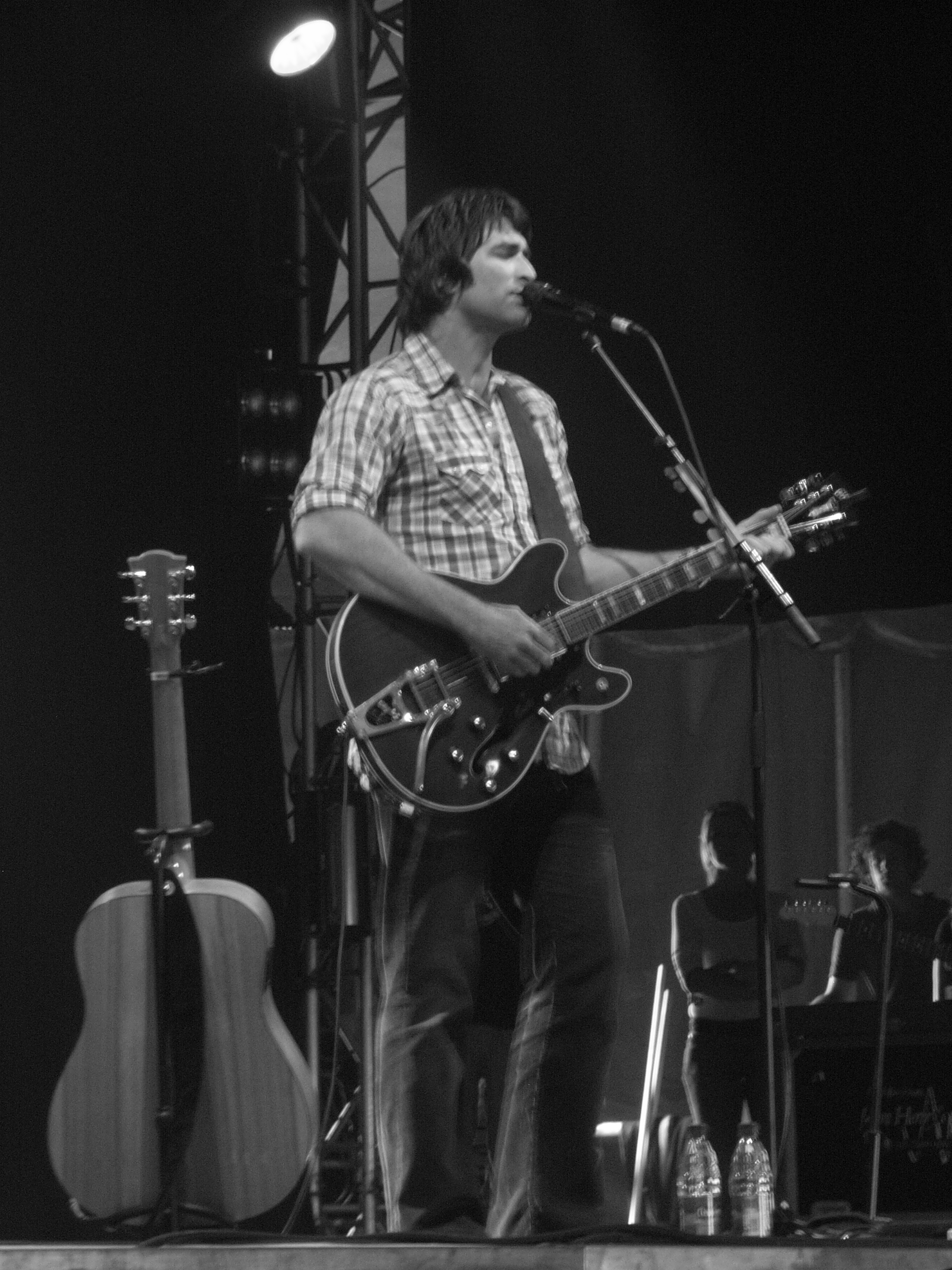
Pete Murray (2008)

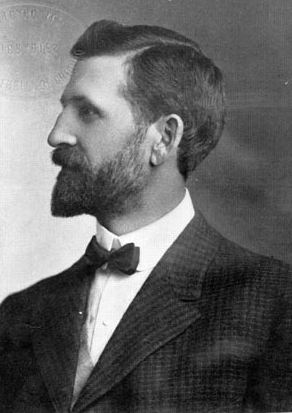
William Alphonso Murrill

- Mark La Mura (1948), Amerikaans acteur
- Donald (Don) Muraco (1949), Amerikaans worstelaar
- Al-Haj Murad (1949), Filipijns activist
- Ferid Murad (1936-2023), Amerikaans arts, farmacoloog en Nobelprijswinnaar
- Hadji Murad (ca. 1797-1852), Tsjetsjeens verzetsstrijder
- Vano Iljitsj Muradeli, geboren als Ivan Iljitsj Lenin Muradov, (1908-1970), Georgisch-Sovjet-Russisch componist en dirigent
- Giuseppe Muraglia (1979), Italiaans wielrenner
- Shinji Murai (1979), Japans voetballer
- Tristan Murail (1947), Frans componist
- Haruki Murakami (1949), Japans schrijver en vertaler
- Kanako Murakami (1994), Japans kunstschaatsster
- Kazuhiro Murakami (1981), Japans voetballer
- Murakami (926-967), Japans keizer (946-967)
- Takashi Murakami (1963), Japans kunstenaar
- Yukifumi Murakami (1979), Japans atleet
- Yoshiro Muraki (1924-2009), Japans decorontwerper, artdirector en kostuumontwerper
- Hanna Muralt Müller (1947), Zwitsers politica
- Karel Willem Lodewijk de Muralt (1869-1956), Nederlands jonkheer en burgemeester
- Robert Rudolph Lodewijk de Muralt (1871-1936), Nederlands waterbouwkundige en politicus
- Taisuke Muramatsu (1989), Japans voetballer
- Pirjo Muranen, geboren als Pirjo Manninen, (1981), Fins langlaufster
- Emanuel Murant (1622-ca. 170), Nederlands kunstschilder
- Joe Muranyi (1928-2012), Amerikaans jazz-klarinettist van Hongaarse komaf
- Hiroto Muraoka (1931-2017), Japans voetballer
- Kokomo Murase (2004), Japans snowboardster
- Joachim Napoléon Murat (1767-1815), groothertog van Berg (1806-1808), koning van Napels (1808-1815)
- José Murat Casab (1949), Mexicaans politicus
- Kapllan Murat (1962), Belgisch crimineel van Albanese komaf
- Lucien Karel Jozef Napoléon Murat (1803-1878), Frans parlementslid en vrijmetselaar
- Murat I (1326-1389), Ottomaans sultan
- Murat II (1404-1451), sultan van het Ottomaanse Rijk (1421-1444, 1446-1451)
- Murat III (1546-1595), sultan van het Osmaanse Rijk
- Murat IV (1612-1640), sultan van het Ottomaanse Rijk
- Murat V (1840-1904), sultan van het Osmaanse Rijk
- Kazuhiro Murata (1969), Japans voetballer
- Tatsuya Murata (1972), Japans voetballer
- Vincent Muratori (1987), Frans voetballer
- Rafał Murawski (1981), Pools voetballer
- Nickolas Muray, geboren als Mandl Miklós, (1892-1965), Amerikaans fotograaf van Hongaarse komaf
- Yusuke Murayama (1981), Japans voetballer
- Bertram Murbach, bekend als DJ Slideout, (1985), Duits hardtrance- en hardstyle-producer
- Christian Murchison (1980), Singaporees autocoureur
- Loren C. Murchison (1898-1979), Amerikaans sprinter
- Roderick Impey Murchison (1792-1871), Schots geoloog en paleontoloog
- José (Pepe) Murcia González (1964), Spaans voetbaltrainer
- Enrique Murciano (1973), Amerikaans acteur van Cubaanse komaf
- Tim Murck (1982), Nederlands acteur
- Michaël Murcy (1979), Frans voetballer
- Cleveland Torso Murderer, bekend als Mad Butcher of Kingsbury Run, Amerikaans seriemoordenaar
- Alexi Murdoch (1973), Brits singer-songwriter
- Jean Iris (Iris) Murdoch (1919-1999), Iers-Brits filosofe en schrijfster
- Keith Rupert (Rupert) Murdoch (1931), Australisch oprichter van News Corporation
- Sean Murdoch (1986), Schots voetballer
- William McMaster Murdoch (1873-1912), Schots eerste officier
- William Murdoch (1754-1839), Schots ingenieur en uitvinder
- George Murdock (1930-2012), Amerikaans acteur
- Ian Murdock (1973-2015), Amerikaans informaticus
- Jack Murdock (1922-2001), Amerikaans acteur
- Shafiq Mureed, Afghaans zanger en componist
- Aulus Terentius Varro Murena (+22 v.Chr.), Romeins consul
- Fabiana de Almeida Murer (1981), Braziliaans polsstokhoogspringster
- Lucian Mureșan (1931), Roemeens geestelijke en grootaartsbisschop
- Andrei Mureșanu (1816-1863), Roemeens dichter
- Murethach van Auxerre (9e eeuw), Iers grammaticus
- Jacob Isaakovitsj Murey (1941), Israëlisch schaker van Russische komaf
- Henry Murger (1822-1861), Frans schrijver en dichter
- Tiberio Murgia (1929-2010), Italiaans filmacteur
- Elena Murgoci-Florea (1960-1999), Roemeens atlete
- Francisco Murguía (1873-1922), Mexicaans militair en gouverneur
- Javier Murguialday Chasco (1962), Spaans wielrenner
- Robert Murić (1996), Kroatisch voetballer
- Luis Fernando Muriel Fruto (1991), Colombiaans voetballer
- Bartolomé Esteban Murillo (1618-1682), Spaans kunstschilder
- Gerardo Murillo, bekend als Dr. Atl, (1875-1964), Mexicaans kunstschilder
- Iván Velasco Murillo (1980), Spaans wielrenner van Baskische komaf
- José Angel Murillo Arce (1961), Spaans componist
- José Valencia Murillo (1982), Ecuadoraans voetbalspeler
- Luis Antonio Marín Murillo (1974), Costa Ricaans voetballer
- Daphny Muriloff (1967), Nederlands actrice en televisieproducente
- Frans Muriloff, pseudoniem van Franciscus Johannes Antonius Schmitz, (1904-1999), Nederlands radioproducent en programmamaker
- Walter Muringen (1956/1957-2023), Surinaams musicus
- Caterina Murino (1977), Italiaans model en actrice
- Justin Murisier (1992), Zwitsers alpineskiër
- Mojca Drčar Murko (1942), Sloveens juriste en politica
- Frank Hughes Murkowski (1933), Amerikaans politicus van Poolse komaf
- Lisa Ann Murkowski (1957), Amerikaans politica
- Johannes Murmellius (1480-1517), Nederlands dichter, humanist en pedagoog
- Josip Murn, bekend als Aleksandrov, (1879-1901), Sloveens dichter
- Uroš Murn (1975), Sloveens wielrenner
- Friedrich Wilhelm Murnau (1888-1931), Duits filmregisseur
- Don Muro (1951), Amerikaans componist en muziekpedagoog
- Koji Alexander Murofushi (1979), Japans kogelslingeraar
- Ichiei Muroi (1974), Japans voetballer
- Gaston de Murols (+1172), Grootmeester van de Orde van Sint Jan van Jeruzalem
- Yoshihide Muroya (1973), Japans piloot
- Andrew Murphy (1969), Australisch atleet
- Audie Leon Murphy (1924-1971), Amerikaans militair
- Ben Murphy (1975), Brits piloot
- Brian Murphy (1932-2025), Brits acteur
- Brian Murphy (1983), Iers voetballer
- Brittany Anne Monjack-Murphy, geboren als Brittany Anne Bertolotti, (1977-2009), Amerikaans actrice en zangeres
- Cathy Murphy (1967), Engels actrice
- Charles (Charlie) Murphy, Amerikaans acteur en komiek
- Chris Murphy (1973), Amerikaans politicus
- Cillian Murphy (1976), Iers acteur en muzikant
- Clayton Murphy (1995), Amerikaans atleet
- Colm Murphy (1952), Iers bodhránspeler
- Cormac Murphy-O'Connor (1932-2017), Brits geestelijke en kardinaal
- Daniel Benjamin (Danny) Murphy (1977), Engels voetballer
- Denis Murphy (1910-1974), Iers violist
- Dervla Murphy (1931-2022), Iers schrijfster
- Dónal Murphy, Iers accordeonist
- Donna Murphy (1959), Amerikaans actrice
- Edward Aloysius Murphy jr. (1918-1990), Amerikaans ruimtevaartingenieur
- Edward Regan (Eddie) Murphy (1961), Amerikaans acteur, stand-upcomedian en zanger
- Edward S. (Eddie) Murphy (1905-1973), Amerikaans schaatser
- Emily Murphy (1868-1933), Canadees vrouwenrechtenactiviste
- Franklin Murphy (1846-1920), Amerikaans politicus
- Gary Murphy (1972), Iers golfspeler
- George Murphy (1902-1992), Amerikaans acteur, danser en politicus
- Gerard Murphy (1948-2013), Noord-Iers acteur
- Grainne Murphy (1993), Iers zwemster
- Jack Roland Murphy (1938-2020), Amerikaans surfer en veroordeeld moordenaar
- James Anthony (Jimmy) Murphy (1894-1924), Amerikaans autocoureur
- John Murphy (1786-1841), Amerikaans politicus
- John Murphy (1984), Amerikaans wielrenner
- Kevin Wagner Murphy (1956), Amerikaans acteur en poppenspeler
- Mark Murphy (1978), Iers golfspeler
- Michael Murphy (1938), Amerikaans acteur
- Pat Murphy (1955), Amerikaans sciencefiction- en fantasyschrijfster
- Pat Murphy (1958), Amerikaans honkballer en bondscoach
- Patrick Murphy (1984), Australisch zwemmer
- Rhys Philip Elliott Murphy (1990), Iers voetballer
- Richard Murphy (1931-2023), Amerikaans roeier
- Róisín Marie Murphy (1973), Iers zangeres
- Rose Murphy, pseudoniem van Eric Knijpstra, (1967), Travestie-artiest
- Rosemary Murphy (1927), Amerikaans televisie- en theateractrice
- Ryan Murphy (1965), Amerikaans schrijver, producer en televisieregisseur
- Ryan Murphy (1995), Amerikaans zwemmer
- Shaun Murphy (1982), Engels snookerspeler
- Steven Murphy, bekend als Steve Evets, (1960), Engels acteur
- Thomas Francis Murphy (1953), Amerikaanse acteur
- Timothy V. Murphy (1960), Iers acteur
- William Murphy jr. (1923-2023), Amerikaans grondlegger biomedische industrie
- William Parry Murphy (1892-1987), Amerikaans medicus en Nobelprijswinnaar
- Marie Louise O'Murphy de Boisfaily (1737-1814), Frans courtisane en minnares van Lodewijk XV van Frankrijk
- Elias al-Murr (1962), Libanees jurist, politicus en zakenman
- May Murr (1929-2008), Libanees historica, schrijfster, dichteres en politiek activiste
- Michel Murr (1932-2021), Libanees politicus en zakenman
- Kilab ibn Murrah ibn Ka'ab (373-ca. 406), voorvader van de profeet Mohammed (Islam)
- Qusai ibn Kilab ibn Murrah (ca. 400-ca. 480), overgrootvader van Abd al-Moettalib, de grootvader van Mohammed
- A.J.G. Graf von Murray (1774-1848), Oostenrijks officier en geridderde
- Alan A. Murray (1940-2019), Australisch golfer
- Andy Murray (1987), Brits tennisspeler
- Andrew Murray (1828-1917), Zuid-Afrikaans predikant
- Andrew Murray (1956), Engels golfspeler
- Anne Murray (1945), Canadees zangeres
- Bruce Edward Murray (1966), Amerikaans voetballer
- Chad Michael Murray (1981), Amerikaans acteur en model
- Christopher Murray (1957), Amerikaans acteur
- Conrad Robert Murray (1953), Grenadiaans arts
- Dave Murray (1956), Brits gitarist
- David Murray (1909-1973), Schots autocoureur
- Devon Michael Murray (1988), Iers acteur
- Eamon Murray, Noord-Iers bodhránspeler
- Eric Murray (1982), Nieuw-Zeelands roeier
- George Murray (1694-1760), Schots generaal
- George Murray, Amerikaans bassist
- George Murray (1983), Schots golfspeler
- Gordon Murray (1946), Zuid-Afrikaans auto-ontwerper
- Gordon Murray (ca. 1948), Canadees klavecimbelspeler en muziekpedagoog
- Hannah Murray (1989), Engels actrice
- Jaime Murray (1977), Brits actrice
- Jamal Murray (1997), Canadees basketballer
- Jamie Murray (1986), Brits tennisspeler
- Janet Murray, (1946) Amerikaans schrijfster
- Jenn Murray, Noord-Iers actrice
- Jillian Leigh Murray (1984), Amerikaans actrice
- Joel Murray (1963), Amerikaans acteur
- Joseph Edward Murray (1919-2012), Amerikaans chirurg en Nobelprijswinnaar
- Julia Murray (1988), Canadees freestyleskiester
- Keith Murray (1974), Amerikaans rapper
- Lyn Murray, geboren als Lionel Breeze, (1909-1989), Brits-Amerikaans componist en dirigent
- Mae Murray, geboren als Marie Adrienne Koenig, (1885-1965), Amerikaans actrice en danseres
- Margaret Alice Murray (1863-1963), Brits egyptoloog en antropoloog
- Neil Murray (1950), Schots musicus
- Patty Lynn Murray (1950), Amerikaans politica
- Pete Murray (1969), Australisch zanger en liedschrijver
- Sebastian Murray (2007), Schots-Emirati autocoureur
- Sean Murray (1977), Amerikaans acteur
- Sean Murray (1993), Iers voetballer
- Timothy (Tim) Murray (1968), Amerikaans politicus
- William James (Bill) Murray (1950), Amerikaans acteur en komiek
- Gilbert Elliot-Murray-Kynynmound, 1e graaf van Minto (1751-1814), Engels politicus en diplomaat
- Joaquín Murrieta (1829-1853), Mexicaans-Amerikaans crimineel
- Herbert Henry John Murrill (1909-1952), Engels componist, pianist, organist en muziekdocent
- William Alphonso Murrill (1869-1957), Amerikaans mycoloog
- Els Murris (1981), Nederlands langebaanschaatsster
- Christian Murro (1978), Italiaans wielrenner
- John Middleton Murry (1889-1957), Engels schrijver, journalist en criticus
- Sally Mursi, geboren als Sayid 'Abd Allah Mursi, Egyptisch transseksueel
- James Murtaugh (1942), Amerikaans acteur
- Paul A. Murtha (1960), Amerikaans componist, arrangeur en muziekpedagoog
- Ainhoa Murúa Zubizarreta (1978), Spaans triatlete
- José Joaquín Eufrasio de Olmedo y Mururi (1780-1847), Ecuadoraans politicus
- Maurice Couve de Murville (1907-1999), Frans politicus

## Mus

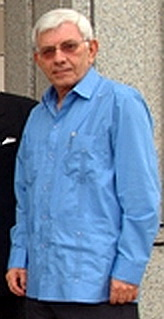
Said Wilbert Musa

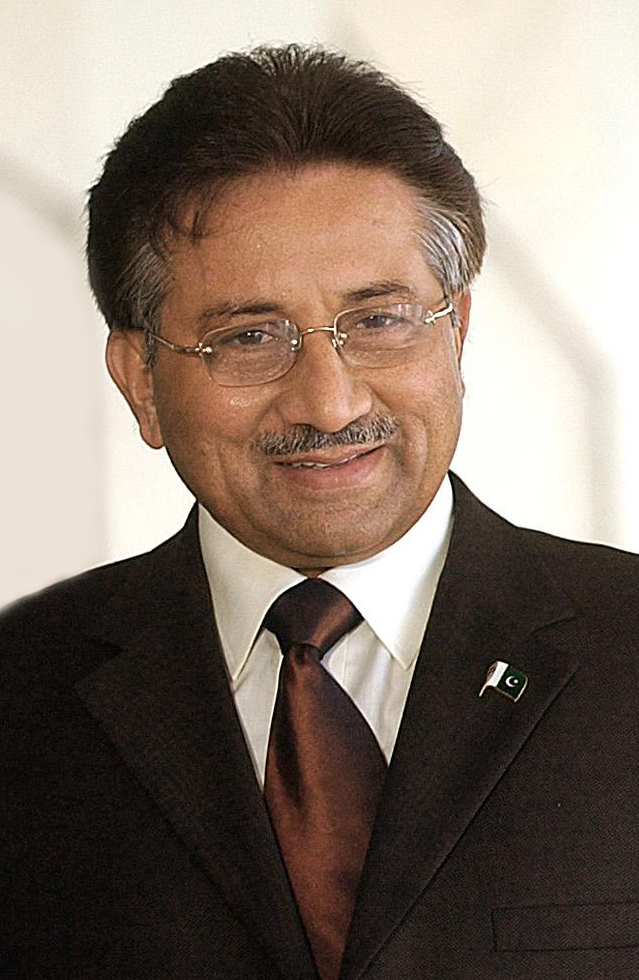
Pervez Musharraf

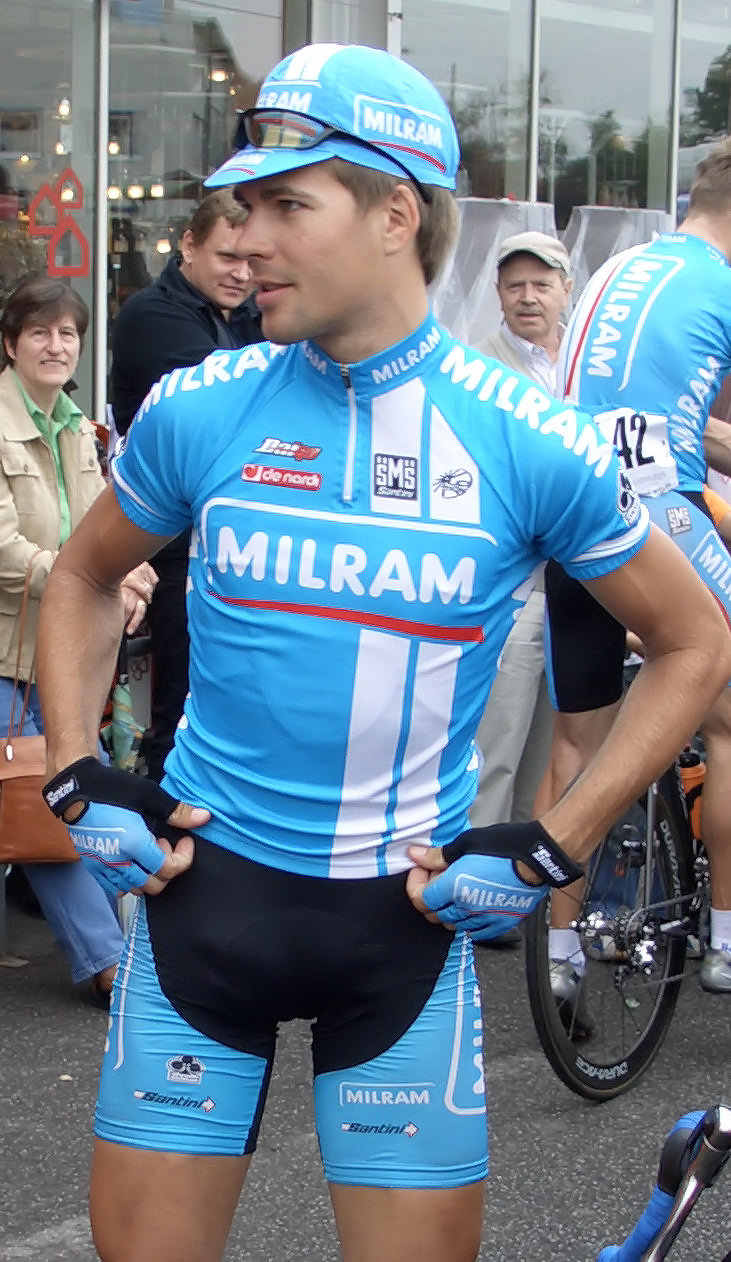
Daniel Musiol (2006)

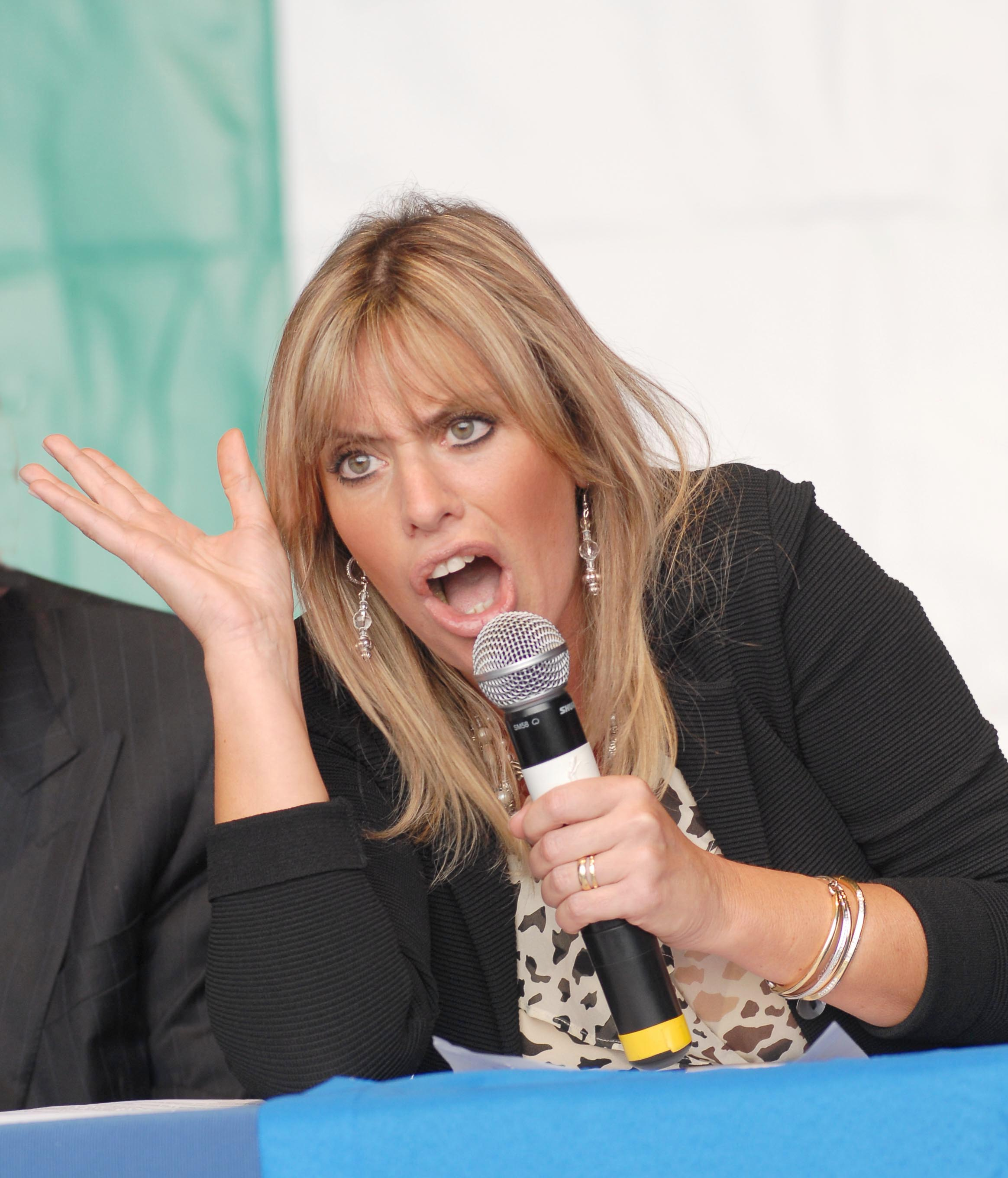
Alessandra Mussolini

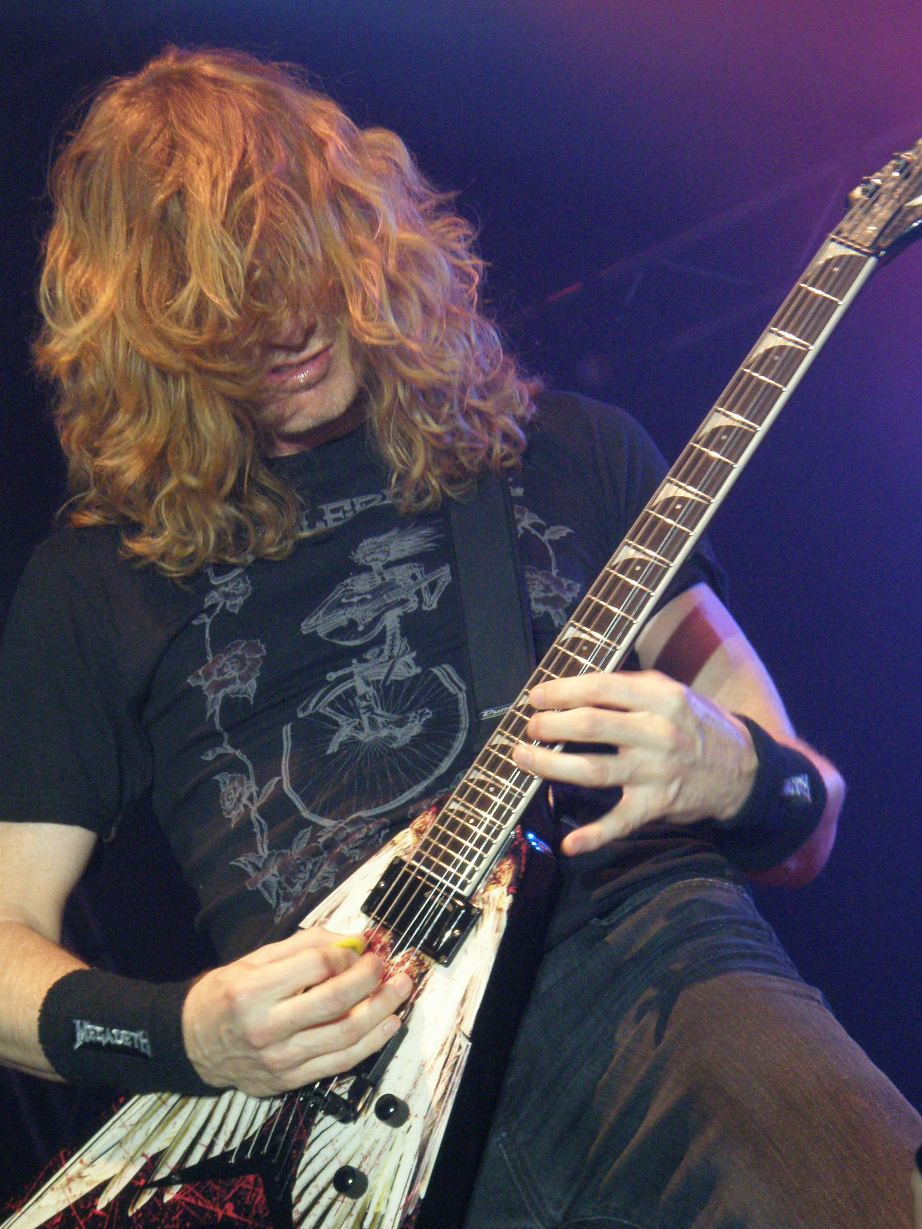
Dave Scott Mustaine (2008)

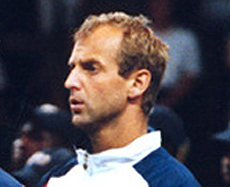
Thomas Muster

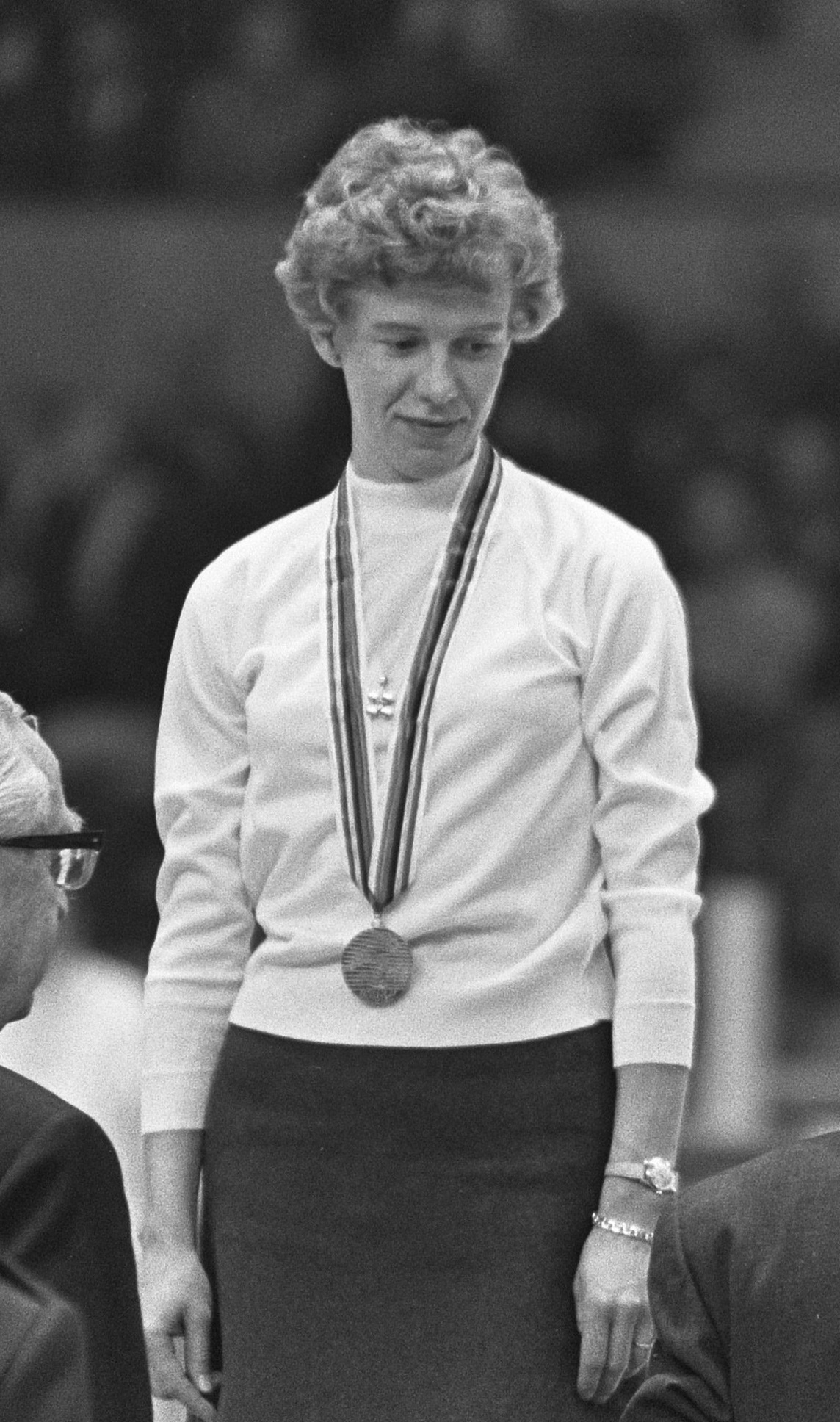
Kaija Marja Mustonen (1968)

- Coenraad Willem (Conny) Mus (1950-2010), Nederlands journalist
- Octaaf Cyriel Marcel Mus (1925-2011), Belgisch conservator, archivaris en historicus
- Publius Decius Mus (4e eeuw v.Chr.), Romeins consul
- Publius Decius Mus (4-3e eeuw v.Chr.), Romeins consul
- Publius Decius Mus (3e eeuw v.Chr.), Romeins consul
- Ahmed Musa (1992), Nigeriaans voetballer
- Carla Porta Musa (1902-2012), Italiaans essayist en poëet
- Said Wilbert Musa (1944), Belizaans politicus en premier
- Abu Musab al-Zarqawi (1966-2006), Jordaans terroristenleider
- Theyab Awana Ahmed Hussein Al Musabi (1990-2011), voetballer uit de Verenigde Arabische Emiraten
- Musaeus, Oud-Grieks dichter
- Musaeus Grammaticus (5e eeuw), Grieks dichter
- Musaeus van Efeze, Oud-Grieks dichter
- Besnik Musaj (1973), Albanees wielrenner
- Kizito (Kiki) Musampa (1977), Congolees-Nederlands voetballer
- Miyamoto Musashi (1584-1645), Japans samoerai
- Musashi, pseudoniem van Akio Mori, (1972), Japans kickbokser en karetaka
- Federico Echave Musatadi (1960), Spaans wielrenner
- Edward Muscare, bekend als Edarem, (1932-2012), Amerikaans entertainer
- Kevin Muscat (1973), Australisch voetballer
- Mario Muscat (1976), Maltees voetballer
- Roderick Muscat (1986), Maltees wielrenner
- Cornelis Musch (ca. 1593-1650), Nederlands advocaat en ambtenaar
- Evert Musch (1918-2007), Nederlands kunstschilder
- Jan Musch (1875-1960), Nederlands acteur en toneelleider
- Jan Musch (1951), Nederlands filmmaker en -producent
- Joseph Musch (1893-1971), Belgisch voetballer
- André Muschs (1934), Belgisch hockeyspeler
- Nadezjda Fjodorovna Olizarenko-Muschta (1953), Russisch atlete
- Johan Museeuw (1965), Belgisch wielrenner
- Husref Musemić (1961), Bosnisch voetballer en voetbalcoach
- Yoweri Kaguta Museveni (1944), Ugandees president (1986-)
- Mušezib-Marduk, koning van Babylon (693-689 v.Chr.)
- Thea Musgrave (1928), Schots componiste
- Pervez Musharraf (1943-2023), Pakistaans generaal en politicus
- Gerald David (Lorenzo) Music (1937-2001), Amerikaans acteur, stemacteur, schrijver, televisieproducer en muzikant
- Aaron Musicant (1984), Amerikaans acteur
- Robert Musil (1880-1942), Oostenrijks schrijver
- Auguste-Henri Frans Constant (Auguste) Musin (1852-1923), Belgisch marineschilder
- François-Étienne Musin (1820-1888), Vlaams kunstschilder
- Daniel Musiol (1983), Duits wielrenner
- Cornelis Musius (1500-1572), Nederlands priester, humanist en dichter
- Elon Musk (1971), Amerikaans ingenieur en ondernemer
- Chad Muska (1977), Amerikaans skateboarder
- Gabriela Muskała (1969), Pools film- en theateractrice
- Hermann von Pückler-Muskau (1785-1871), Duits landschapsarchitect, reiziger, schrijver, militair en dandy
- Harry Muskee, bekend als Cuby, (1941-2011), Nederlands zanger
- Susan Muskee (1993), Nederlands auteur en stemacteur
- A.C.M. Muskeijn (19e-20e eeuw), Nederlands burgemeester
- Martinus Petrus Maria (Tiny) Muskens (1935-2013), Nederlands theoloog en bisschop
- Edmund Sixtus (Ed) Muskie (1914-1996), Amerikaans politicus
- Breyten Muskiet, bekend als Helderheid, (1978-2004), Nederlands dichter en rapper
- Néstor Fernando Muslera (1986), Uruguayaans voetballer
- Shirali Muslimov (1805-1973), Azerbeidzjaans honderdplusser
- Zlatan Muslimović (1981), Bosnisch voetballer
- Marko Muslin (1985), Frans-Servisch voetballer
- Slavoljub Muslin (1953), Frans-Servisch voetbalspeler en -trainer
- Knowledge Musona (1990), Zimbabwaans voetballer
- Charles (Charly) Musonda (1969), Zambiaans voetballer
- Muspel, Vuurreus (Oudnoordse mythologie)
- Luis Eduardo Musrri Saravia (1969), Chileens voetballer en voetbalcoach
- Appie Mussa, Somalisch-Nederlandse acteur en tiktokker
- Aida Mussach, Catalaans actrice en theater- en filmmaakster
- Achilles Mussche (1896-1974), Belgisch dichter, essayist en (toneel)schrijver
- Hubert Mussche (1797-1865), Belgisch politicus
- Pieter van Musschenbroeck (1692-1761), Nederlands medicus, wis- en natuurkundige en astronoom
- Dirk I van Lieck tot Oberlieck en Musschenbroek (1425-1490), Heer van hof Lieck en Musschenbroek
- Eduard Samuel Adriaan (Sam) van Musschenbroek (1916-1943), Nederlands verzetsstrijder
- Jan Rudolph van Musschenbroek (1873-1958), Nederlands kunstschilder en tekenaar
- Samuel Corneille Jean Wilhelm van Musschenbroek (1827-1883), Nederlands ambtenaar in Nederlands Indië, ontdekkingsreiziger en natuurwetenschapper
- Samuel Cornelis van Musschenbroek (1857-1914), Nederlands koloniaal ondernemer
- Johannes Hendricus van Musscher, bekend als Johnny Jordaan, (1924-1989), Nederlands zanger
- Michiel van Musscher (1645-1705), Nederlands kunstschilder en graveur
- Steef van Musscher (1902-1986), Nederlands atleet
- Dirk Musschoot (1961), Belgisch journalist en schrijver
- Rosario Mussendijk, Nederlands muzikant en producer, bekend als sor
- Guy Graham Musser (1936), Amerikaans zoöloog
- Willard Isaac Musser (1913-2003), Amerikaans componist, muziekpedagoog, dirigent en trompettist
- Anton Adriaan (Ad) Mussert (1894-1946), Nederlands politicus en oorlogsmisdadiger
- Josephus Adrianus (Jo) Mussert (1880-1940), Nederlands militair
- Louis Charles Alfred (Alfred) de Musset (1810-1857), Frans dichter, toneel- en romanschrijver
- Tory Mussett (1978), Australisch actrice
- Heinrich Mussinghoff (1940), Duits geestelijke en bisschop
- Erica Musso (1994), Italiaans zwemster
- Luigi Musso (1863-1904), Italiaans componist en militaire kapelmeester
- Luigi Musso (1924-1958), Italiaans autocoureur
- Mitchel Tate Musso (1991), Amerikaans acteur en zanger
- Alessandra Mussolini (1962), Italiaans politica
- Benito Amilcare Andrea Mussolini (1883-1945), Italiaans onderwijzer, journalist en dictator (1922-1943)
- Mussolini, pseudoniem van Tyruss Himes, Amerikaans rapper
- Rachele Mussolini, geboren als Rachele Guidi, (1890-1979), vrouw van Benito Mussolini
- Romano Mussolini (1927-2006), Italiaans jazzpianist en kunstschilder
- Mohammed Achmed Vizaro Mussulmo (ca. 1700-onbekend), Turks circusartiest en violist
- Giuseppe Mustacchi, bekend als Georges Moustaki, (1934), Frans zanger en componist van Griekse komaf
- Lala Kara Mustafa Pasja (ca. 1500-1580), Osmaans generaal en grootvizier
- Merzifonlu Kara Mustafa Pasha (ca. 1634-1683), Ottomaans veldheer en grootvizier
- Namzi Mustafa (1941), Joegoslavisch politicus
- Nawshirwan Mustafa, Koerdisch politicus, strateeg en historicus
- Jānis Mustafejevs (1992), Lets darter
- Dave Scott Mustaine (1961), Amerikaans heavymetalgitarist en -zanger
- Yusuf al-Mustansir (1197-1224), Kalief van de Almohaden-dynastie (1213-1224)
- Rahamat Riga Mustapha (1981), Nederlands voetballer
- Abraham Johannes Muste (1885-1967), Amerikaans pacifist
- Thomas Muster (1967), Oostenrijks tennisser
- Marcel Johan Petrus Cornelis Musters (1959), Nederlands acteur
- Pauline Musters (1876-1895), Nederlands vrouw, kleinste (59 cm) officieel erkend persoon ooit
- Louis (Lou) Mustillo (1958), Amerikaans acteur en toneelschrijver
- Burt Hill Mustin (1884-1977), Amerikaans acteur
- Samuel J. Mustol (1885-onbekend), Amerikaans componist, muziekpedagoog en kornettist
- Kaija Marja Mustonen (1941), Fins schaatsster
- Olli Mustonen (1967), Fins pianist, componist en dirigent
- Sami Mustonen (1977), Fins freestyleskiër
- Sara Mustonen (1981), Zweedse wielrenster en voormalig bokser
- Jean-Marie Musy (1876-1952), Zwitsers staatsman
- Mike Musyoki (1965), Keniaans atleet
- Patrick Makau Musyoki (1985), Keniaans atleet

## Mut

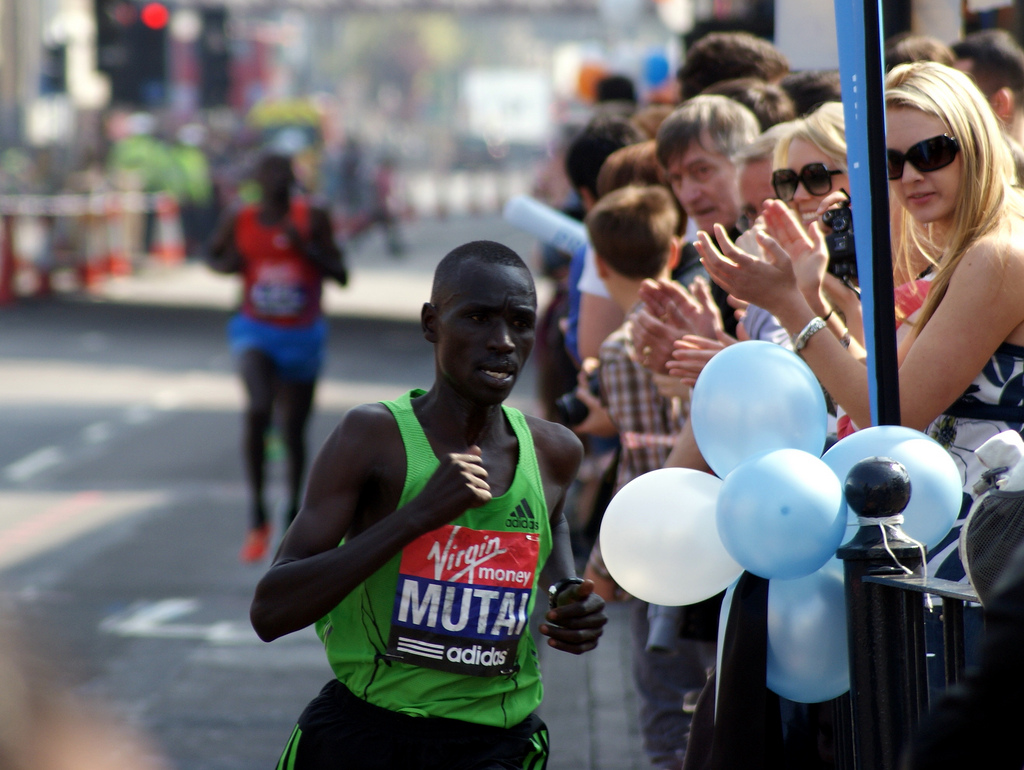
Emmanuel Kipchirchir Mutai (2011)

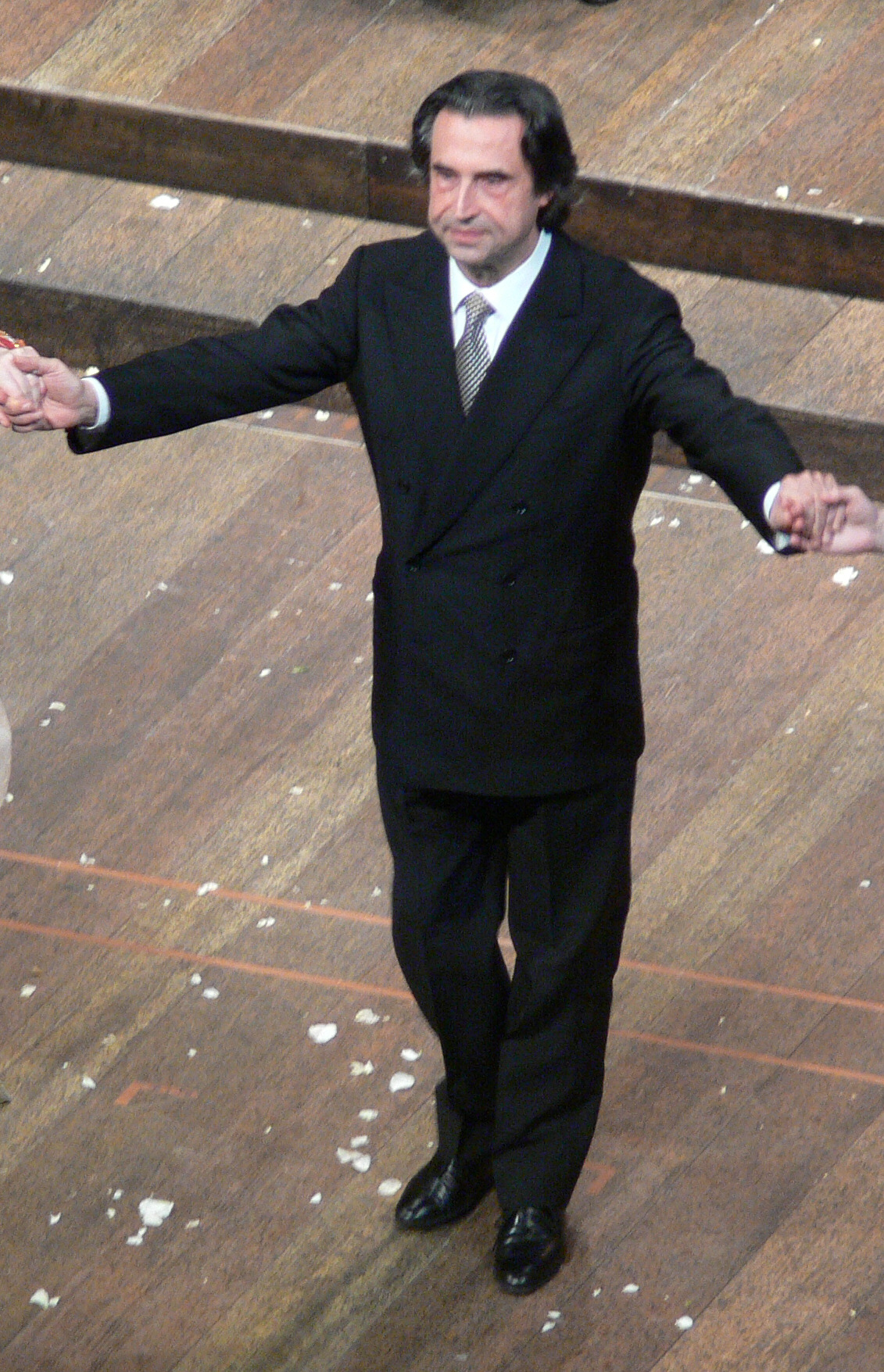
Riccardo Muti

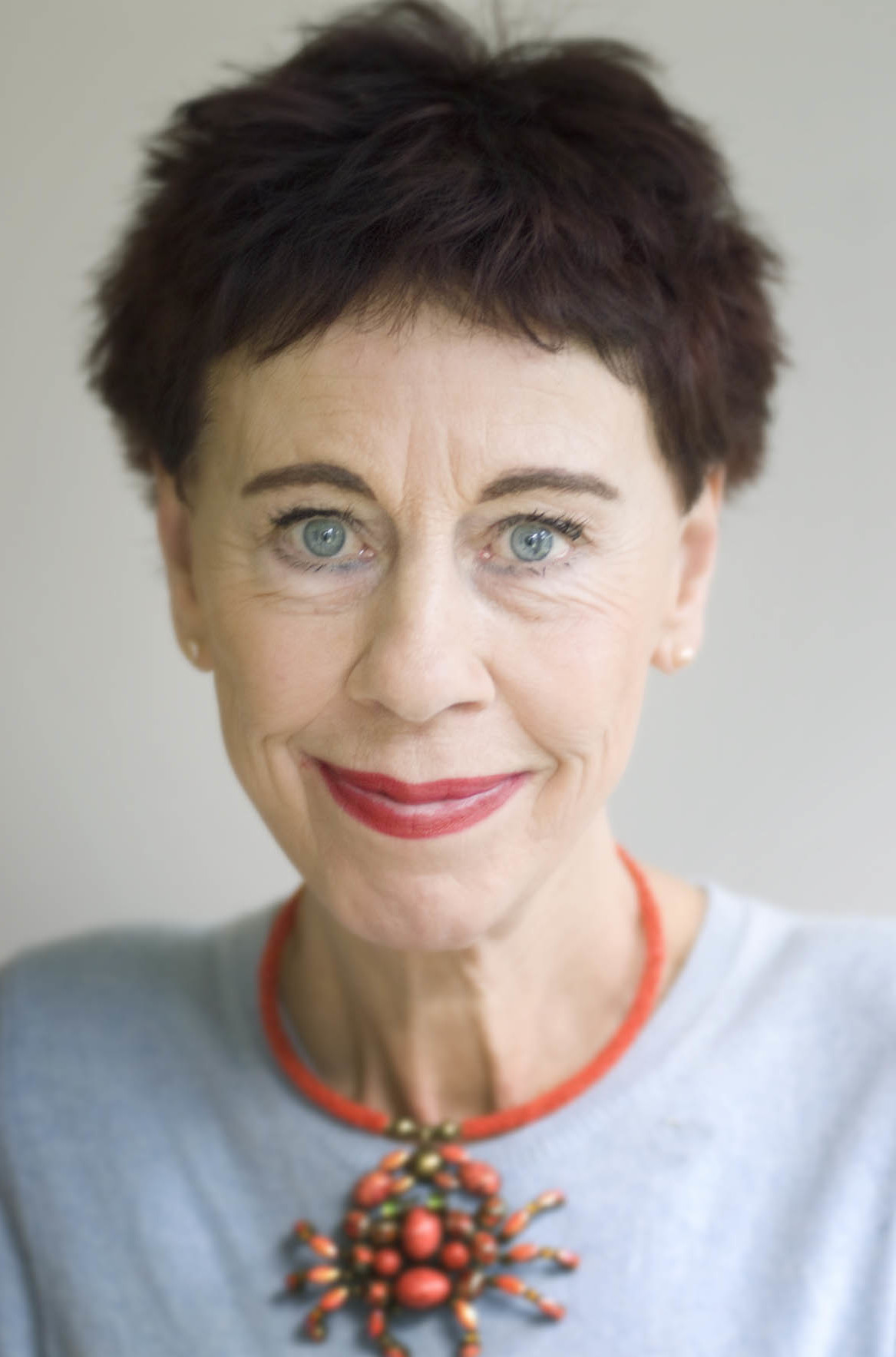
Charlotte Jacoba Maria Mutsaers (foto: Michiel Hendryckx)

- Maxim Can Mutaf (1991), Russisch-Turks basketballer
- Elijah Mutai (1978), Keniaans atleet
- Emmanuel Mutai (1984), Keniaans atleet
- Geoffrey Mutai (1981), Keniaans atleet
- Joseph Mutua (1978), Keniaans atleet
- Momodu Mutairu (1976), Nigeriaans voetballer
- Yusuf ibn Ahmad al-Mu'taman ibn Hud (11e eeuw), Arabisch wiskundige
- Mutara III van Rwanda (1913-1959), mwami van het Belgische mandaatgebied Rwanda (1931-1959)
- Massimo Mutarelli (1978), Italiaans voetballer
- Aleksandar Mutavdžić (1977), Servisch voetballer
- Wakil Ahmad Mutawakil (ca. 1971), Afghaans minister en terrorist
- Ralph Daniel Mutchler (1929-1989), Amerikaans componist, muziekpedagoog en klarinettist
- Mutemwia, Egyptisch farao-partner
- Mukaabya Mutesa I Kayiira (1835-1884), kabaka van Boeganda
- Edward Frederick William David Walugembe Mutebi Luwangula Mutesa II (1924-1969), Ugandees president (1963-1969)
- Ellen Anna Muth (1981), Amerikaans actrice
- Esteban Muth (2001), Belgisch autocoureur
- John Muth (1930-2005), Amerikaans econoom
- Bingu wa Mutharika, geboren als Brightson Webster Ryson Thom, (1934-2012), president van Malawi (2004-)
- Ben Muthofer (1937-2020), Duits beeldhouwer en graficus
- Ornella Muti, pseudoniem van Francesca Romana Rivelli, (1955), Italiaans actrice
- Riccardo Muti (1941), Italiaans dirigent
- Mutimir (9e eeuw), grootsupan van Servië (ca. 863-890)
- Ágnes Mutina (1988), Hongaars zwemster
- María Florencia Mutio (1984), Argentijns hockeyspeelster
- Álvaro Mutis (1923–2013), Colombiaans schrijver
- Hans Guido Mutke (1921-2004), Duits gevechtspiloot
- Halil Mutlu (1973), Turks gewichtheffer
- Hideki Muto (1982), Japans autocoureur
- Pasquale Muto (1980), Italiaans wielrenner
- Shinichi Muto (1973), Japans voetballer
- Toshinori Muto (1978), Japans golfspeler
- Yuki Muto (1988), Japans voetballer
- Maria de Lurdes Mutola (1972), Mozambikaans atlete
- Dikembe Mutombo (1966-2024), Congolees-Amerikaans basketbalspeler
- Leevi Mutru (1995), Fins noordse combinatieskiër
- Ronald Mutsaars (1979), Nederlands wielrenner
- Charlotte Jacoba Maria Mutsaers (1942), Nederlands schrijfster, essayiste en kunstschilderes
- Jacobus Arnoldus Mutsaers (1805-1880), Nederlands rechter en politicus
- Marleen van Heumen-Mutsaers (1964), Nederlands schrijfster
- Wilhelmus Petrus Adrianus (Willem) Mutsaers (1833-1907), Nederlands politicus
- Dionysius Mutsaerts (1578-1635), Nederlands Norbertijner monnik, priester en geschiedsschrijver
- Robertus Gerardus Leonia Maria (Rob) Mutsaerts (1958), Nederlands geestelijke en hulpbisschop
- Wilhelmus Petrus Adrianus Maria Mutsaerts (1889-1964), Nederlands bisschop
- Mario Mutsch (1984), Luxemburgs voetballer
- Aboe Talib ibn Abdul Muttalib, geboren als Abd Manaf, (ca. 550-619), oom van de profeet Mohammed en diens beschermheer
- Abu Lahab ibn abd al-Muttalib (+ca. 624), Oom en tegenstander van Mohammed (Koran)
- Hamza ibn Abd al-Muttalib, oom van de profeet Mohammed (Islam)
- Harith ibn Abd al-Muttalib, oom van Mohammad (Islam)
- Anna Muttathupadam, bekend als Alphonsa van de Onbevlekte Ontvangenis, (1910-1946), Indiaas zuster en heilige
- Anne-Sophie Mutter (1963), Duits violiste
- Gerbert Mutter (1922-1989), Duits componist, muziekpedagoog, dirigent, pianist en organist
- Stefan Mutter (1956), Zwitsers wielrenner
- Johan Mutters (1858-1930), Nederlands architect
- Andréa Mutti (1973), Italiaans striptekenaar en illustrator
- Ramón Alfredo Muttis (1899-1955), Argentijns voetballer
- Bader Al-Muttwa (1985), Koeweits voetballer
- Adrian Mutu (1979), Roemeens voetballer
- Joseph Mwengi Mutua (1978), Keniaans atleet
- Andrei Mutulescu (1988-2011), Roemeens voetballer
- William Mutwol (1967), Keniaans atleet
- Rolf Mützelburg (1913-1942), Duits militair en onderzeebootkapitein
- Maximilian Nepomuk Mutzke, bekend als Max, (1981), Duits pop- en funkzanger

## Muu
- Antti Muurinen (1954), Fins voetballer
- Michael John (Mike) Muuss (1958-2000), Amerikaans programmeur

## Muw
- Muwaan Mat, pseudoniem van Sac K'uk', (+640), ahau van Palenque (612-615)

## Muy

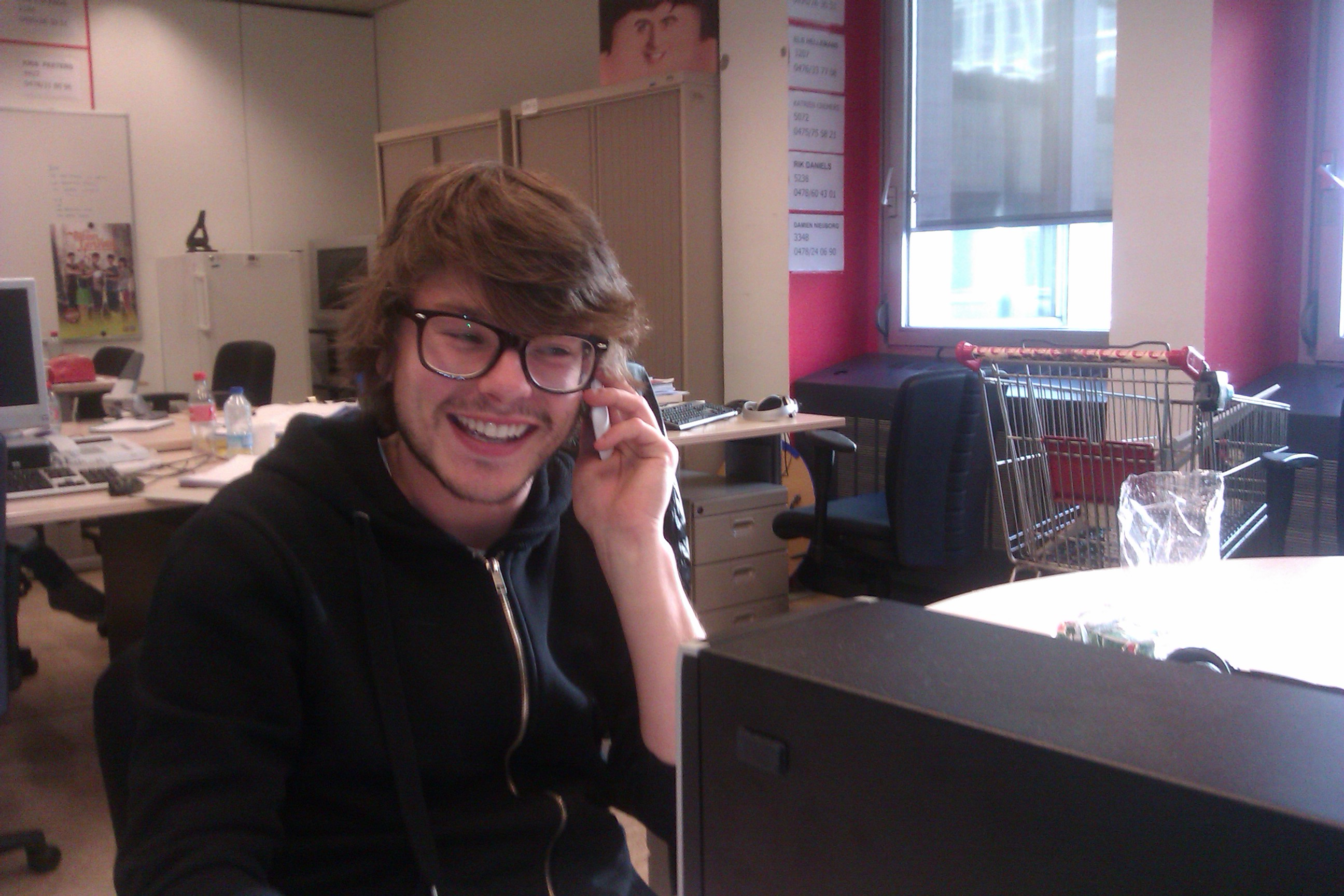
Leonard Muylle

- Eadweard Muybridge (1830-1904), Brits fotograaf
- Gabriël van der Muyden, bekend als Gabriël Mudaeus, (1500-1560), Belgisch humanist, jurist en professor
- Willem Cornelisz. van Muyden (1573-1634), Nederlands zeevaarder
- Bart van Muyen (1982), Nederlands voetballer
- Riet Muylaert, bekend als JackoBond, (1977), Vlaams singer-songwriter
- Philippe Van Muylder (1956), Belgisch syndicalist
- Victor Petrus Ludovicus Muyldermans (1871-1963), Belgisch componist, dirigent, eufoniumspeler en muziekuitgever
- Donald Muylle (1952), Belgisch meubelmaker en zaakvoerder Dovy Keukens
- Ignace Muylle (1899-1965), Belgisch voetballer
- Leonard Muylle, Vlaams acteur en televisiemaker
- Nathalie Muylle (1969), Vlaams politica
- Roger Muylle (1926-2019), Belgisch componist, dirigent, klarinettist en muziekpedagoog
- Gust De Muynck (1897-onbekend), Vlaams radiodirecteur
- Johan De Muynck (1948), Belgisch wielrenner
- Lucien De Muynck (1931-1999), Belgisch atleet
- Viviane De Muynck (1930), Vlaams actrice
- Mishake Muyongo (1940), Namibisch politicus
- Paul Muys (1945), Vlaams nieuwsanker, journalist en communicatiemanager
- Constantijn Muysken (1843-1922), Nederlands architect en gemeenteraadslid
- Jakob Muys van Holy (ca. 1540-1592), Nederlands politicus
- Remi De Muyter (1900-1969), Belgisch burgemeester
- Philippe Muyters (1961), Belgisch politicus
- Tom Muyters (1984), Belgisch voetballer

## Muz
- Maxence Muzaton (1990), Frans alpineskiër
- Adolphe Muzito (1957), Congolees politicus en eerste minister van de Democratische Republiek Congo
- Abel Muzorewa (1924-2010), Zimbabwaans bisschop en premier (1979-1980)
- Melchor Ocampo Múzquiz (1790-1844), Mexicaans politicus en militair
- Anna Olegivna Muzychuk (1990), Oekraïens schaakster
- Maria Olegivna Muzychuk (1992), Oekraïens schaakster